# Ventoux (AOC)
Vous lisez un « bon article » labellisé en 2009.
Pour les articles homonymes, voir Ventoux.
Le ventoux est un vin d'appellation d'origine contrôlée du vignoble de la vallée du Rhône en France. Anciennement appelé côtes-du-ventoux, il a été renommé par le décret n°2009-1243 du 14 octobre 2009. Son vignoble est disposé en arc de cercle autour du mont Ventoux surnommé le Géant de Provence. Des récentes découvertes archéologiques ont mis en évidence que l'implantation des vignes sur ce terroir était l'une des plus anciennes de France.
Sur une superficie de 7 450 hectares, on récolte du vin rouge, du rosé et du blanc ainsi que du vin primeur rouge et rosé. Sa production est la deuxième en importance de la vallée du Rhône.

## Histoire

### Antiquité
Les premières traces archéologiques des vins produits sur ce terroir ont été découvertes près de Carpentras et Apt. Le premier site, situé à Mazan, au lieu-dit le Jonquier, a permis de mettre au jour l’atelier d’un potier où furent fabriquées les premières amphores vinaires connues en France. Il a été daté par Dominique Carru du Ier siècle avant notre ère. Le second, sur le territoire de la commune de Saignon, est le site des Tourettes, également fouillé par Dominique Carru. Son équipe a dégagé les ruines d’une villa gallo-romaine essentiellement consacrée à la production d’huile et de vin. Elle fut détruite par une horde barbare vers l’an 275 de notre ère.

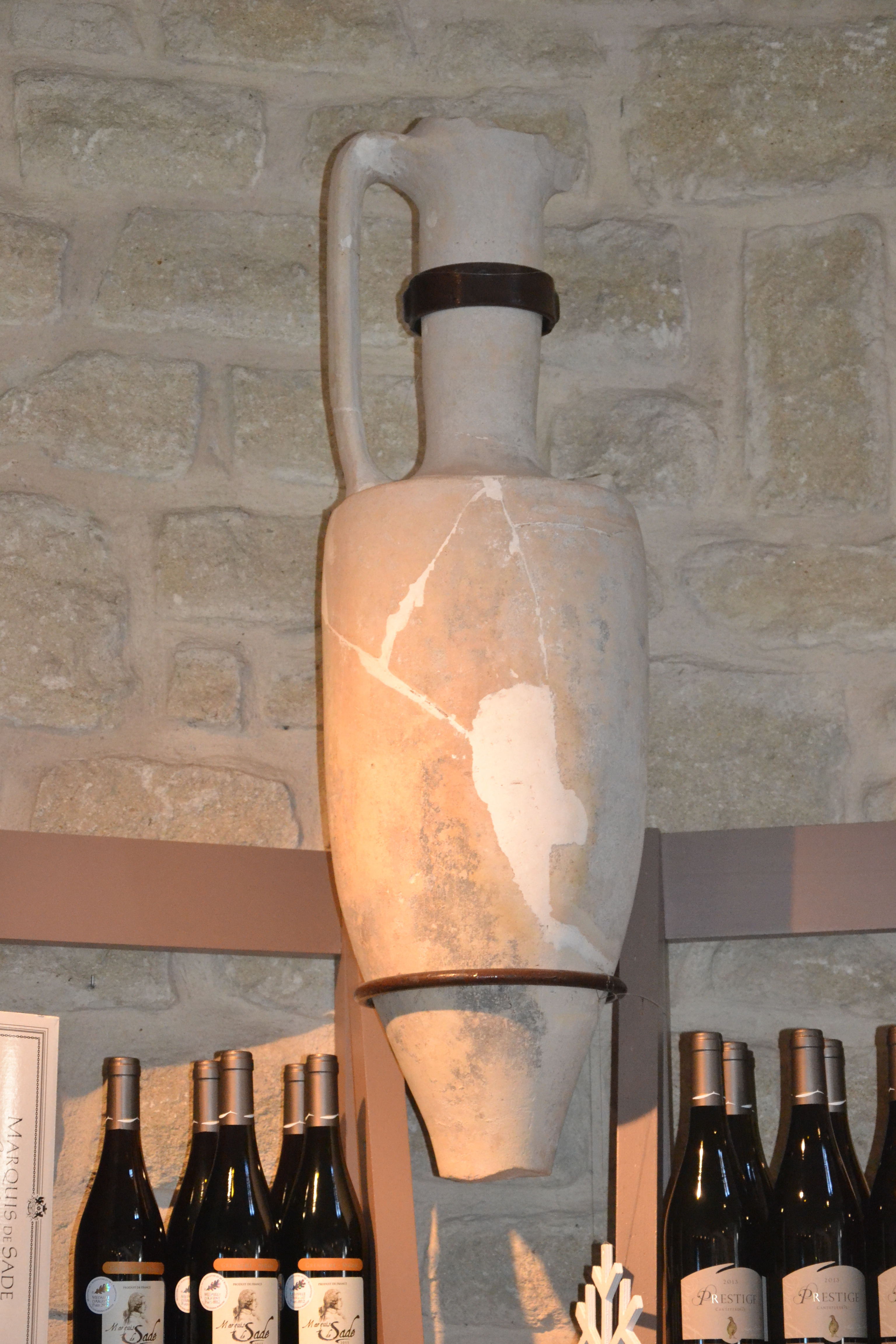
Amphore de Mazan.
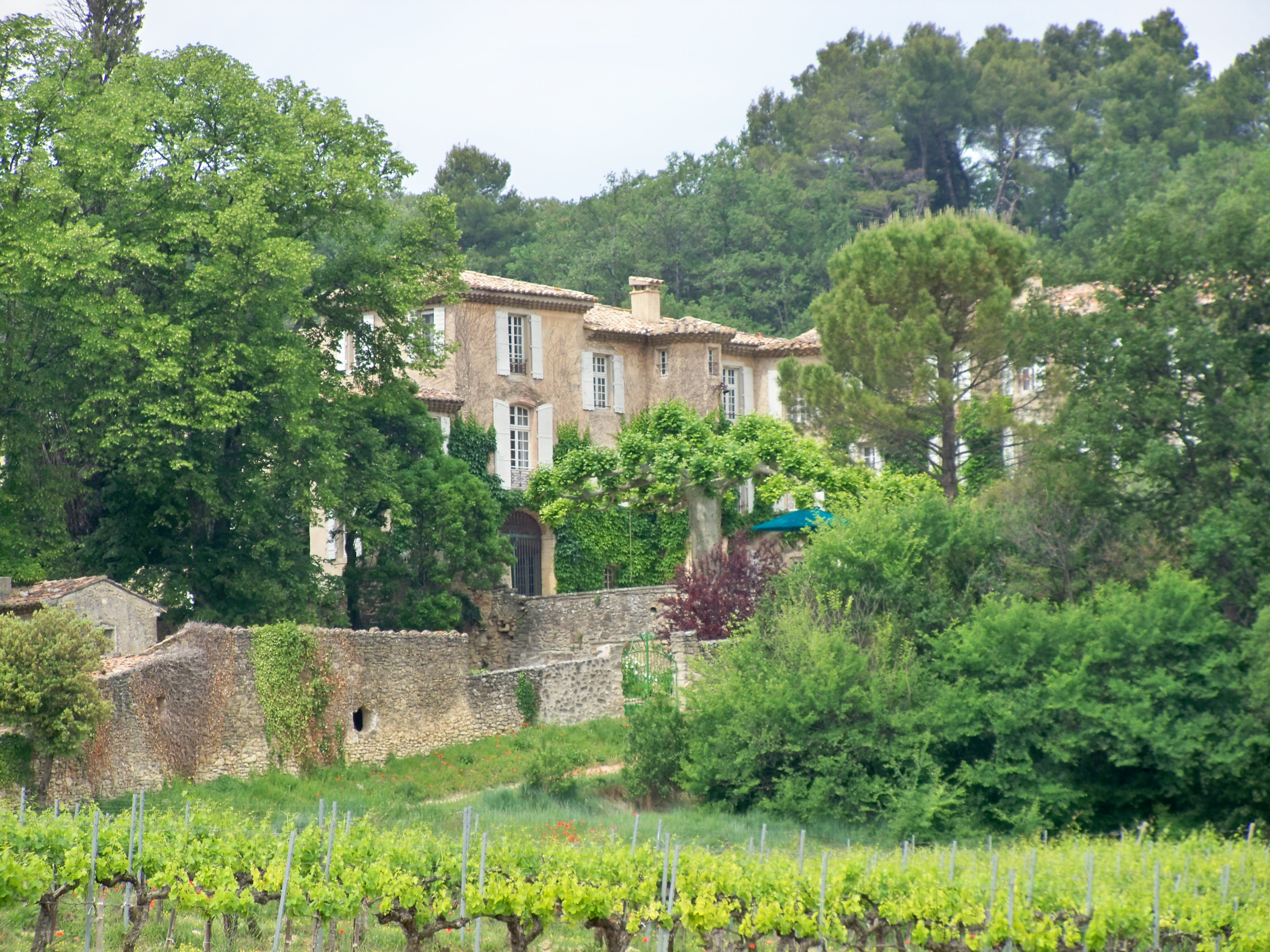
Château Unang à Malemort, villa Unango (haut Moyen Âge) .
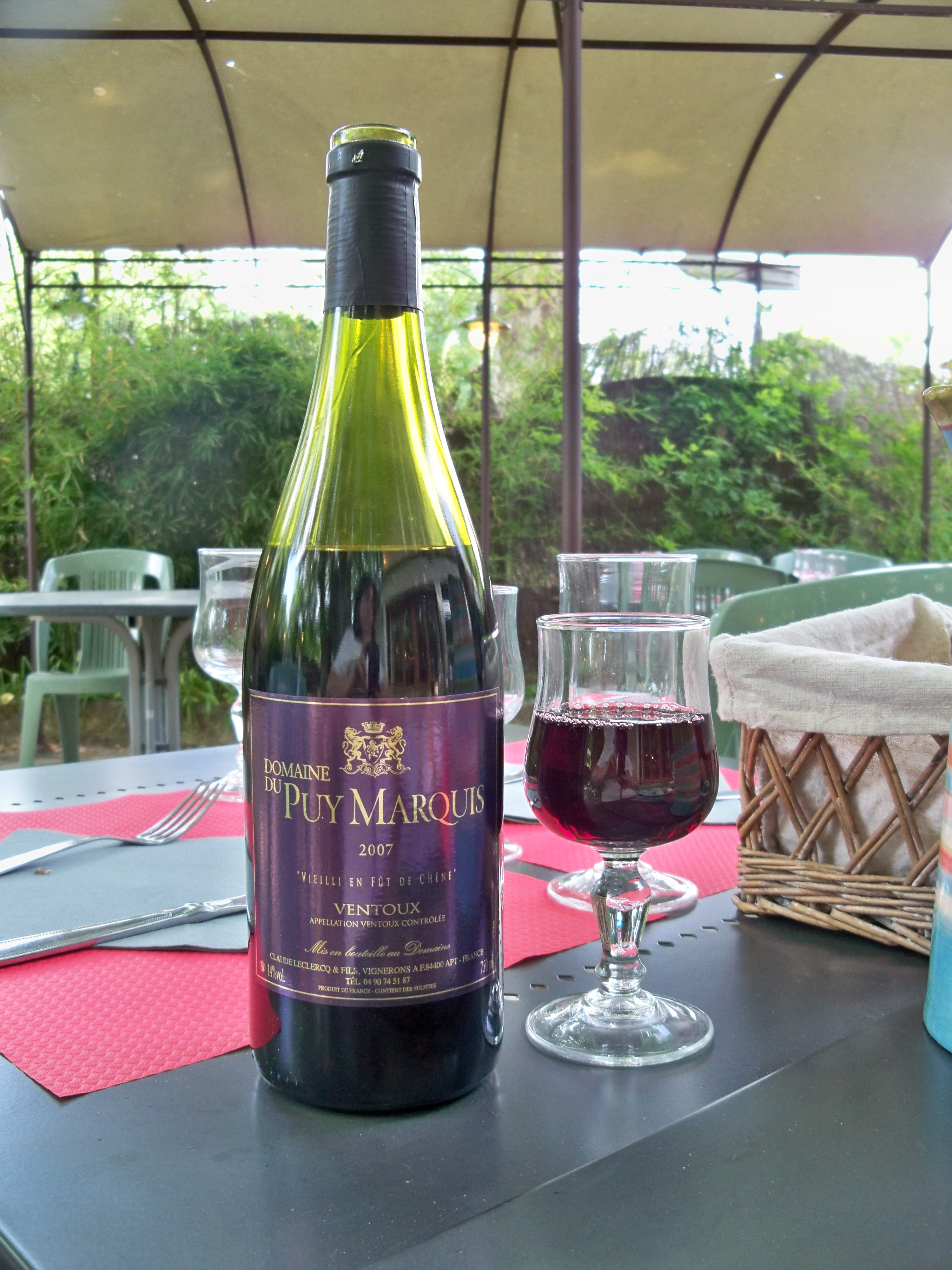
Domaine du Puymarquis, sur le site du vignoble de Claviers, entre Apt et Rustrel.

### Moyen Âge
Les premières traces écrites des vignobles du piémont du Ventoux datent du IXe siècle. Ce fut en 875 que Charles, roi de Provence-Viennois, donna à Jean, évêque de Carpentras, la villa Unango, aujourd’hui château Unang, sur la commune de Malemort-du-Comtat, puis le cartulaire de l'église d’Apt, nous apprend qu’en 890, dame Alexandrie, vendit son vignoble de Claviers entre Apt et Rustrel. En 1309, le Pape Clément V, ancien archevêque de Bordeaux et amateur de bons vins, s'installe dans le comtat Venaissin et plante une vigne à la Chapelle Notre-Dame-du-Groseau, établissant ainsi le premier vignoble pontifical à Malaucène avant que son successeur Jean XXII ne plante des vignes à Calcernier qui donneront leur renommée à Châteauneuf-du-Pape. L’identité des premiers vignerons du Ventoux nous est connue par un acte déposé aux archives secrètes du Vatican faisant mention de l’entrée à Carpentras, en 1376, de Guillaume III Roger de Beaufort, le nouveau recteur du Comtat Venaissin. Pour les agapes qui suivirent, Jean Guibanne fournit environ 460 litres de vin rouge, et son confrère Jean Guisinelle, 385 litres de vin blanc. Les États du Comtat Venaissin font dresser en 1414 leur premier cadastre. Les communes qui ont le plus de pieds de vigne sont Carpentras, Aubignan, Bédoin, La Roque-sur-Pernes, Villes-sur-Auzon et le Beaucet.

### Période moderne
Le marquis de Rochegude, propriétaire d’un vignoble à Bédoin, procède à la première mise en bouteille en 1779. Ce vin vieux de huit ans est destiné à la Marine royale de Toulon et à MM. les parlementaires de Grenoble et d’Aix-en-Provence.

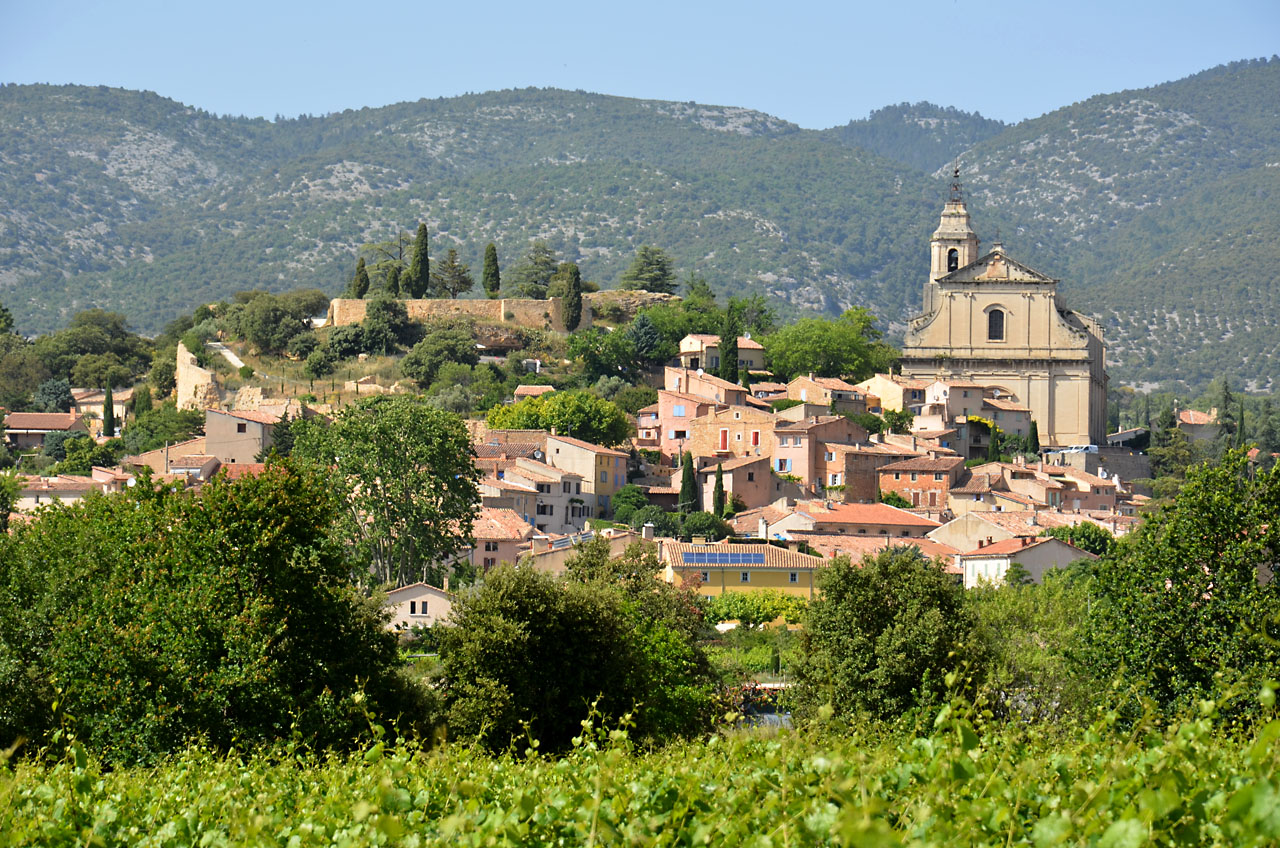
Bédoin et son vignoble.
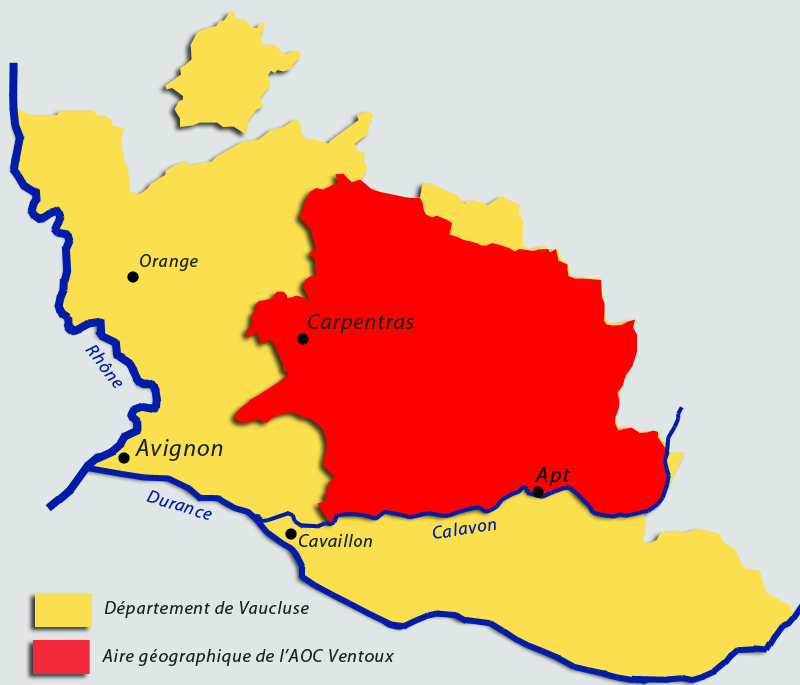
Cartographie du vignoble d'appellation ventoux.

### Période contemporaine
André Jullien publie en 1832 son célèbre ouvrage Topographie de tous les vignobles connus. À la rubrique sur les vins de liqueur, il classe juste derrière le « vin de paille » de l’Hermitage, le muscat de Beaumes-de-Venise et le grenache de Mazan. Celui-ci va devenir un « vin de cour » sous le règne de Louis-Philippe. La fin du XIXe siècle voit le vignoble touché par le phylloxéra. En 1900, pour la première fois apparaît l’appellation côtes-du-ventoux. Ce baptême a lieu pour un repas de noce. Sur le menu est calligraphié « vins des Côtes du Ventoux et des Crans ». Ces vins sont tous millésimés et datés de 1870, 1890 et 1895, soit des vins vieux de 5 à 30 ans.
C'est à partir de 1939, que les vignerons constituent un syndicat des vins du Ventoux. Grâce à leur action, leurs vins sont classés en appellation d'origine vin délimité de qualité supérieure (VDQS) dès 1953 puis accèdent enfin à l’AOC le 27 juillet 1973. Un nouveau décret du 3 novembre 1994 relatif à l'appellation d'origine contrôlée côtes-du-ventoux est paru au Journal officiel no 257 du 5 novembre 1994.

## Géographie
Le vignoble se situe à l'est de la vallée du Rhône, en Vaucluse. Il s'étend en arc de cercle sur le piémont méridional du mont Ventoux et des monts de Vaucluse. Il est limité au sud par le Calavon .

### Orographie
Le vignoble est particulièrement influencé par la domination du Ventoux, qui avec ses 1 912 mètres d'altitude, est considéré comme la plus haute montagne intérieure de France. Sa face sud descend en pente douce vers la plaine du Comtat Venaissin et se heurte dans sa partie orientale aux monts de Vaucluse dont il n'est séparé que par les gorges de la Nesque. C'est sur ce terroir qu'est implanté le vignoble des côtes-du-ventoux. La présence sur sa partie nord de ces deux importants massifs le préserve, en partie, de l'influence violente du mistral surtout dans la vallée du Calavon.

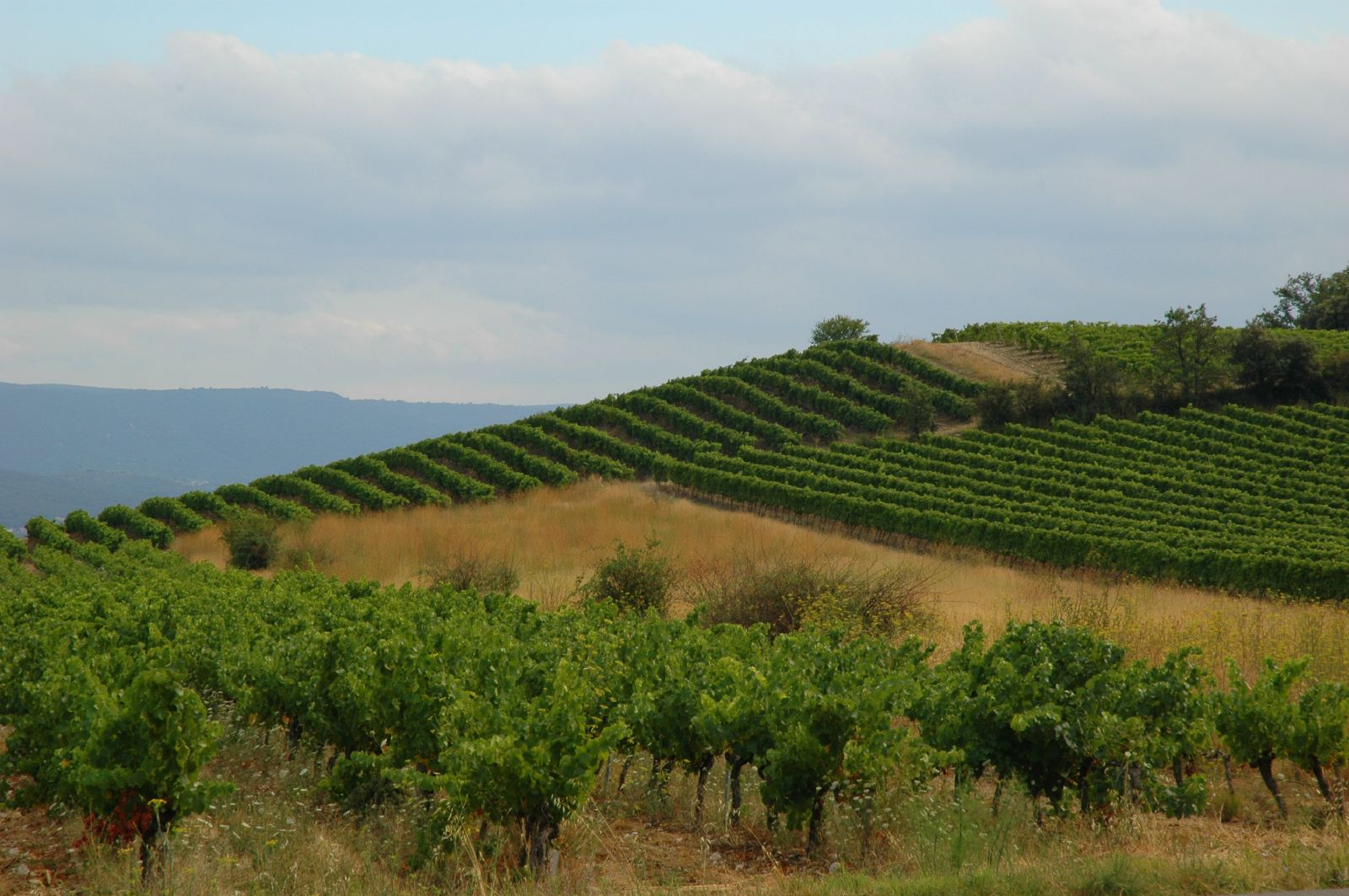
Vignoble de Flassan à 500 mètres d'altitude.
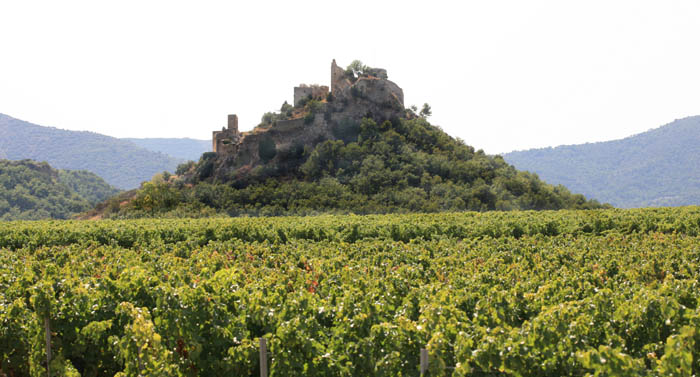
Sur son piton rocheux, le castellas d'Entrechaux cerné de vignes.

### Géologie
Le Ventoux repose sur de puissantes assises du Crétacé qui se retrouvent sur la partie où s'est constitué le vignoble. Sa face sud a entaillé en biseau les couches du calcaire urgonien qui émergent des marnes grises et noires de l'Aptien et du Gargasien, étage supérieur de l'Aptien. Les monts de Vaucluse, prolongement naturel du Ventoux, ont le même faciès géologique. Seule différence, la présence importante dans ce faciès calcaire de dolines et d'avens.

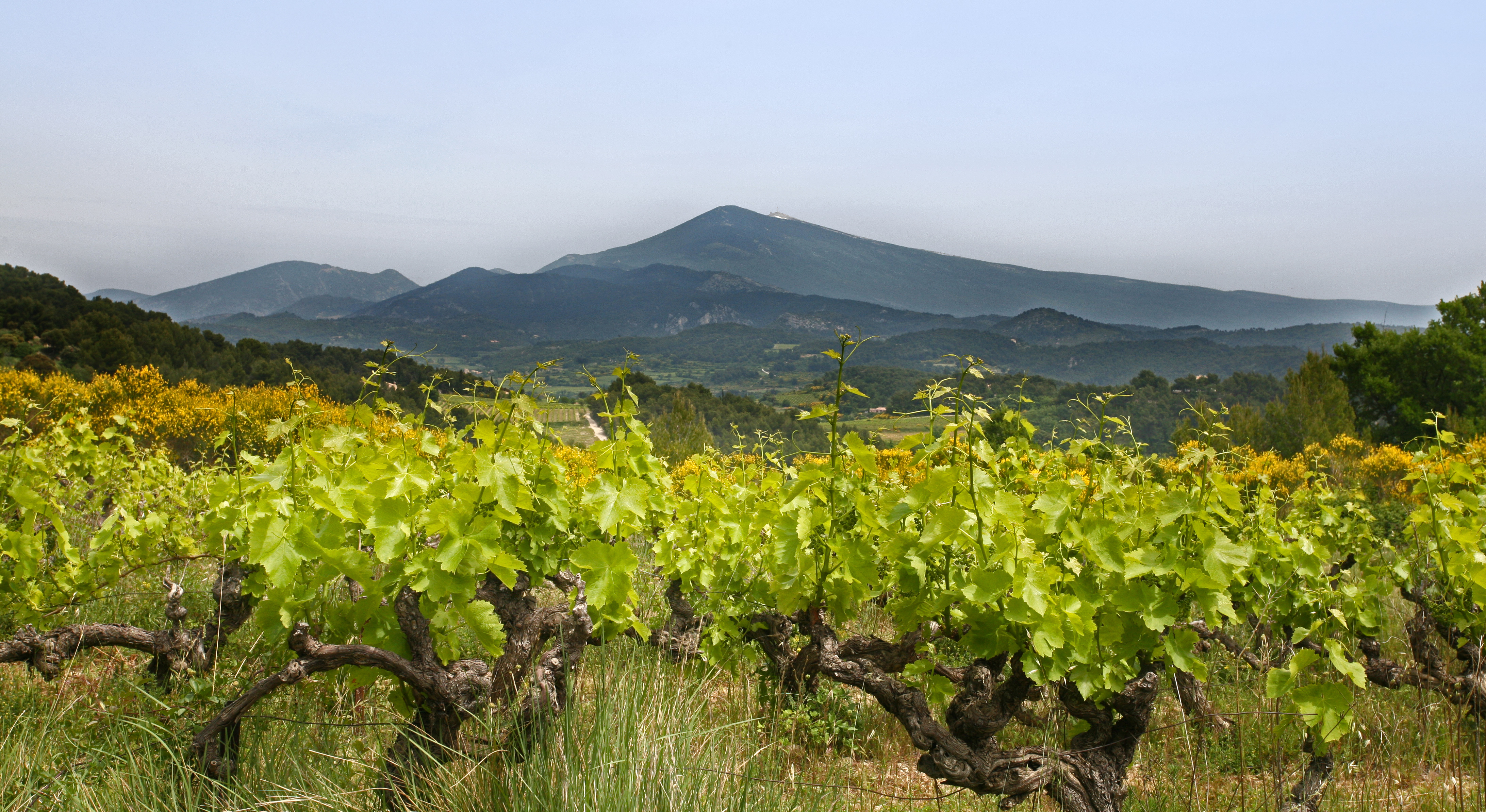
Le mont Ventoux dominant le vignoble du Barroux.
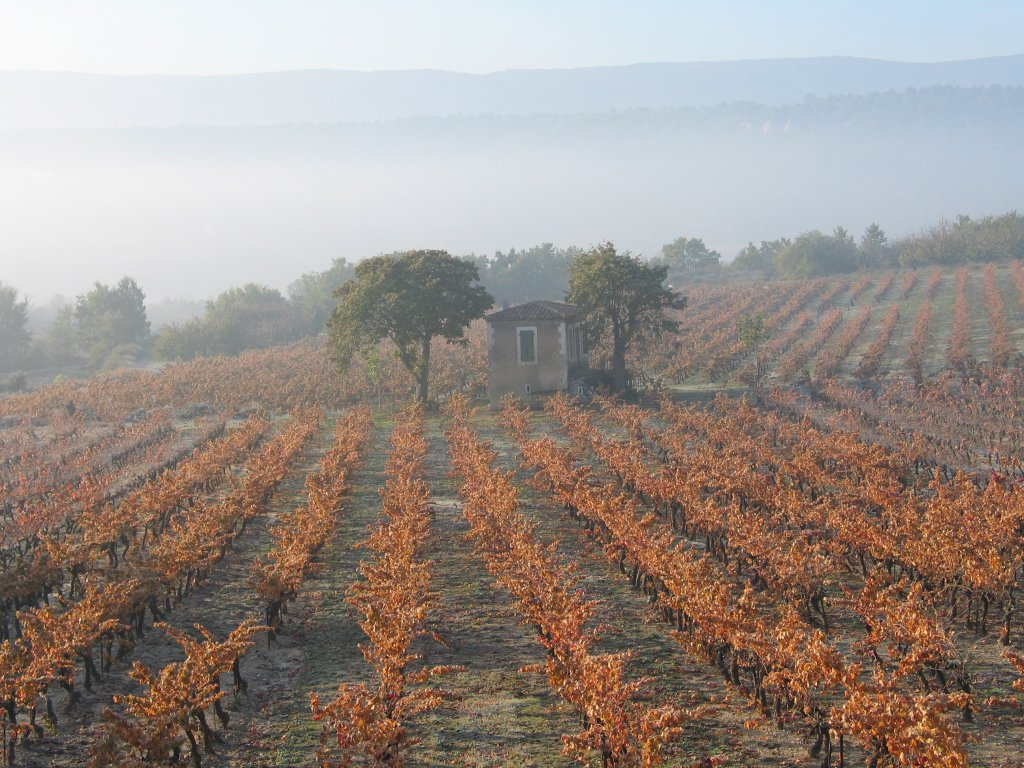
Une vue rare, le vignoble de l'AOC ventoux à Goult dans la brume automnale.
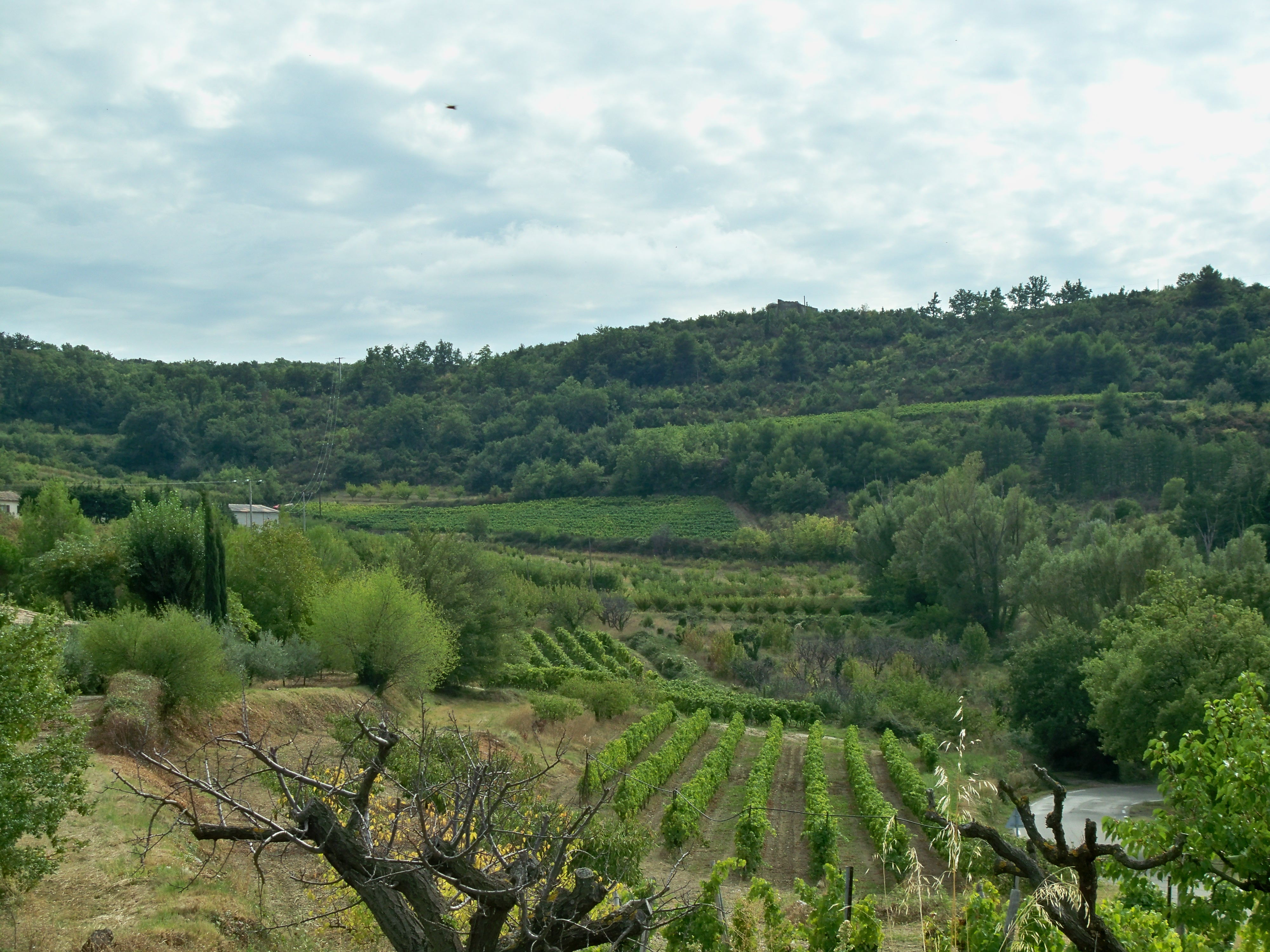
Vignoble de Venasque dans les monts de Vaucluse.
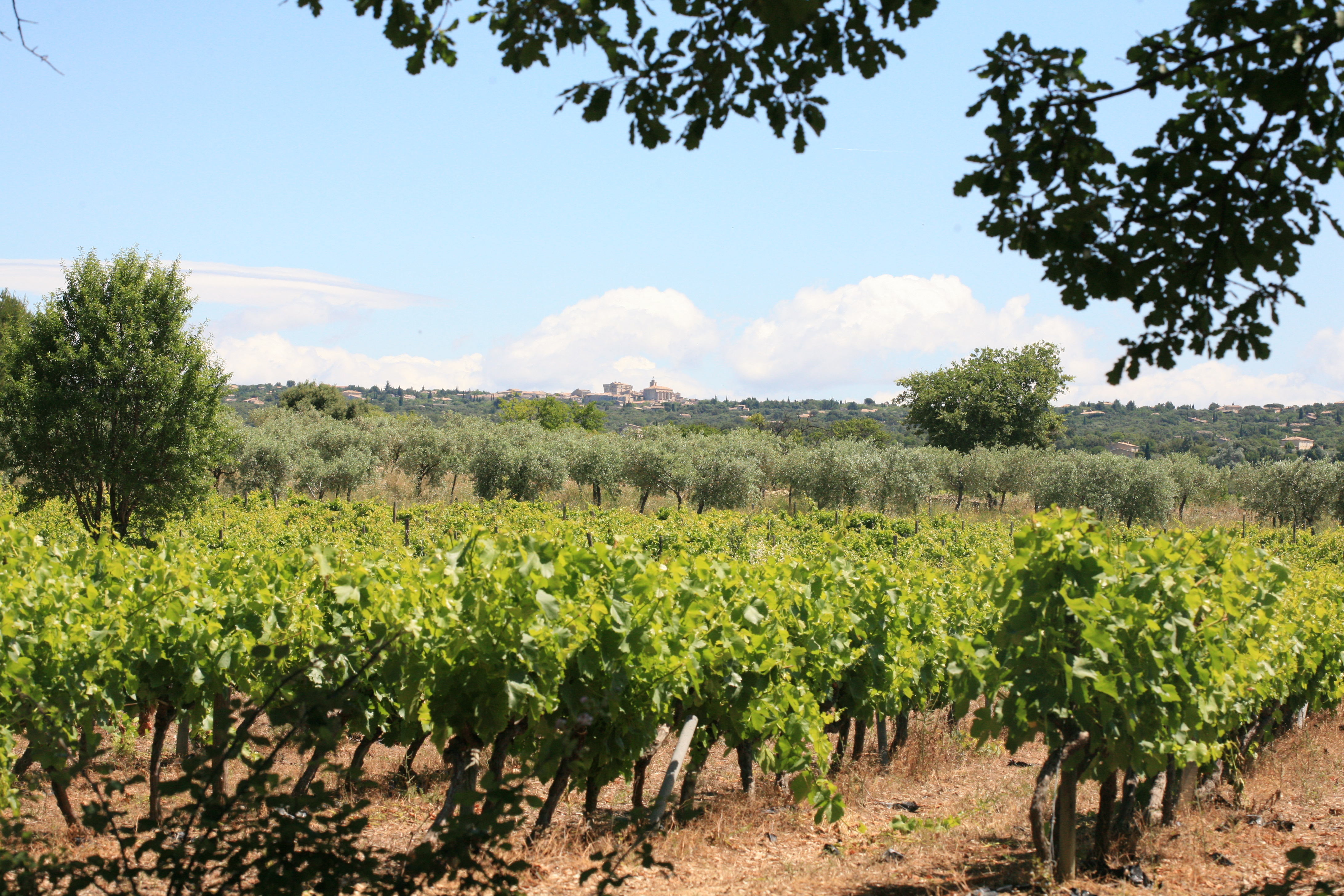
Vignes et oliviers sur le terroir de Gordes.

### Climatologie
Le secteur géographique couvert par la zone de l'AOC est principalement sous influence d'un climat méditerranéen, avec cependant quelques zones sous un climat méditerranéen à influence continentale. L'ensoleillement est important sur l'ensemble du terroir. D'Apt à Carpentras, il varie peu restant dans une fourchette comprise entre 2 600 et 2 800 heures/an. Ce qui correspond à un maximum annuel de simplement dix jours de brume .
Les précipitations sont rares mais très violentes. Elles atteignent 600 à 700 mm par an mais un seul épisode orageux peut en quelques heures déverser jusqu'à 200 mm.

#### Secteur sud et est, monts de Vaucluse et vallée du Calavon
| Mois                              | jan. | fév. | mars | avril | mai  | juin | jui. | août | sep. | oct. | nov. | déc. | année |
| --------------------------------- | ---- | ---- | ---- | ----- | ---- | ---- | ---- | ---- | ---- | ---- | ---- | ---- | ----- |
| Température minimale moyenne (°C) | 3    | 4    | 6    | 9     | 13   | 16   | 19   | 19   | 16   | 13   | 7    | 4    | 10,7  |
| Température moyenne (°C)          | 7    | 8    | 11   | 13,5  | 18   | 21,5 | 24,5 | 24,5 | 21,5 | 17   | 11   | 8    | 15,5  |
| Température maximale moyenne (°C) | 11   | 12   | 16   | 18    | 23   | 27   | 30   | 30   | 25   | 21   | 15   | 12   | 19,2  |
| Précipitations (mm)               | 35,3 | 21,3 | 21,9 | 40,6  | 26,7 | 14,6 | 8,2  | 18,3 | 57   | 52,3 | 39,1 | 25,6 | 361,1 |

Après une année 2007 caractérisé par une très faible pluviométrie, 435 mm d'eau en pays d'Apt, 2008 avec 1 202 mm, soit 2,8 fois plus, se place juste derrière l'année 1968. Quant à la moyenne des températures elle augmente de 0,5°, l'hiver et le printemps ayant été très doux. Le temps pluvieux a affecté la durée de l'ensoleillement avec une centaine d'heures en dessous de la normale.
| Mois                                                                                     | Janv  | Fév   | Mars  | Avr   | Mai   | Juin  | Juil  | Août  | Sept  | Oct  | Nov   | Déc   | Année |
| ---------------------------------------------------------------------------------------- | ----- | ----- | ----- | ----- | ----- | ----- | ----- | ----- | ----- | ---- | ----- | ----- | ----- |
| Températures moyennes (°C)                                                               | 6,9   | 7,7   | 8,7   | 11,9  | 17,2  | 20,5  | 22,7  | 22,4  | 17,9  | 13,8 | 8,3   | 4,6   | 13,6  |
| Températures normales (°C)                                                               | 5,1   | 6,3   | 8,9   | 11,4  | 15,7  | 19,0  | 22,3  | 22,3  | 18,5  | 13,8 | 8,3   | 5,8   | 13,1  |
| Écart avec la normale (°C)                                                               | + 1,8 | + 1,4 | - 0,2 | + 0,5 | + 1,5 | + 1,5 | + 0,4 | + 0,3 | - 0,6 | 0    | - 0,2 | - 1,2 | + 0,5 |
| Moyenne mensuelle de précipitations (mm)                                                 | 103   | 43    | 23    | 126   | 157   | 38    | 12    | 29    | 187   | 122  | 160   | 202   | 1 202 |
| Précipitations normales (°C)                                                             | 71    | 56    | 57    | 79    | 70    | 49    | 37    | 53    | 73    | 101  | 74    | 69    | 789   |
| Écart avec la normale (°C)                                                               | + 32  | - 13  | - 34  | + 47  | + 87  | - 11  | - 25  | - 24  | + 114 | + 21 | + 86  | + 133 | + 413 |
| Source : Le Pays d'Apt, no 191, février 2009 et station de référence météo : Apt (242 m) |       |       |       |       |       |       |       |       |       |      |       |       |       |

#### Secteur ouest, grande région de Carpentras
| Mois                                  | jan.       | fév.       | mars      | avril     | mai       | juin      | jui.      | août      | sep.      | oct.      | nov.      | déc.       |
| ------------------------------------- | ---------- | ---------- | --------- | --------- | --------- | --------- | --------- | --------- | --------- | --------- | --------- | ---------- |
| Record de froid (°C) date du record   | −13,4 1985 | −14,5 1956 | −9,7 2005 | −2,9 1970 | 1,3 1979  | 5,7 1984  | 9 1953    | 8,3 1974  | 3,1 1974  | −1,1 1973 | −5,4 1952 | −14,4 1962 |
| Record de chaleur (°C) date du record | 20,3 2002  | 23 1960    | 27,2 1990 | 30,7 2005 | 34,5 2001 | 38,1 2003 | 40,7 1983 | 42,6 2003 | 35,1 1966 | 29,6 1985 | 24,6 1970 | 20,2 1983  |

La commune, située dans la zone d’influence du climat méditerranéen, est soumise à un rythme à quatre temps : deux saisons sèches, dont une brève en fin d'hiver, une très longue et accentuée en été ; deux saisons pluvieuses, en automne, avec des pluies abondantes sinon torrentielles, et au printemps. Les étés sont chauds et secs, liés à la remontée des anticyclones subtropicaux, entrecoupés d’épisodes orageux parfois violents. Les hivers sont doux. Les précipitations sont peu fréquentes et la neige rare.
| Mois                              | jan. | fév. | mars | avril | mai  | juin | jui. | août | sep. | oct. | nov. | déc. | année |
| --------------------------------- | ---- | ---- | ---- | ----- | ---- | ---- | ---- | ---- | ---- | ---- | ---- | ---- | ----- |
| Température minimale moyenne (°C) | 2    | 3    | 6    | 8     | 12   | 15   | 18   | 18   | 14   | 11   | 6    | 3    | 9,6   |
| Température moyenne (°C)          | 6    | 7,5  | 11   | 13    | 17,5 | 21   | 24   | 24   | 19,5 | 15,5 | 8,5  | 7,5  | 14,7  |
| Température maximale moyenne (°C) | 10   | 12   | 16   | 18    | 23   | 27   | 30   | 30   | 25   | 20   | 13   | 10   | 19,75 |
| Précipitations (mm)               | 36,5 | 23,3 | 24,9 | 47,5  | 45,6 | 25,4 | 20,9 | 29,1 | 65,8 | 59,6 | 52,8 | 34   | 465,4 |

#### Le mistral

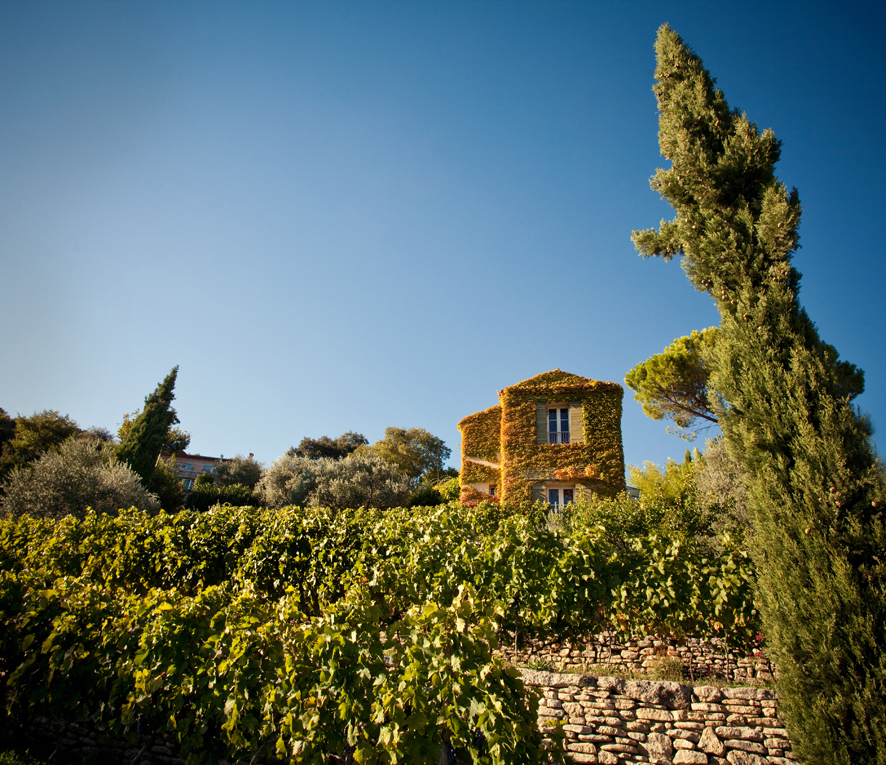
Cyprès penchés par le vent dans le vignoble de Goult.

En Provence et dans le Comtat Venaissin aucun vigneron ne se plaint du mistral - même violent - car celui-ci a des avantages bénéfiques pour le vignoble. Appelé le mango-fango, le mangeur de boue, il élimine toute humidité superflue après les orages, dégage le ciel et lui donne sa luminosité, préserve les vignes de nombre de maladies cryptogamiques et les débarrasse d'insectes parasites.

## Vignoble

### Présentation

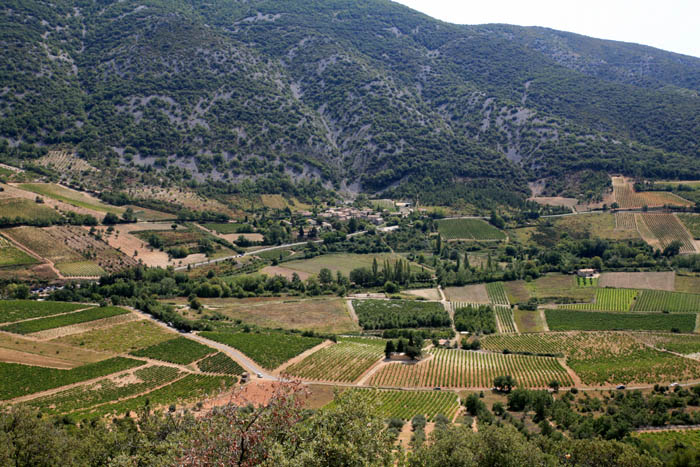
Au bas du piémont, le vignoble de Beaumont-du-Ventoux.

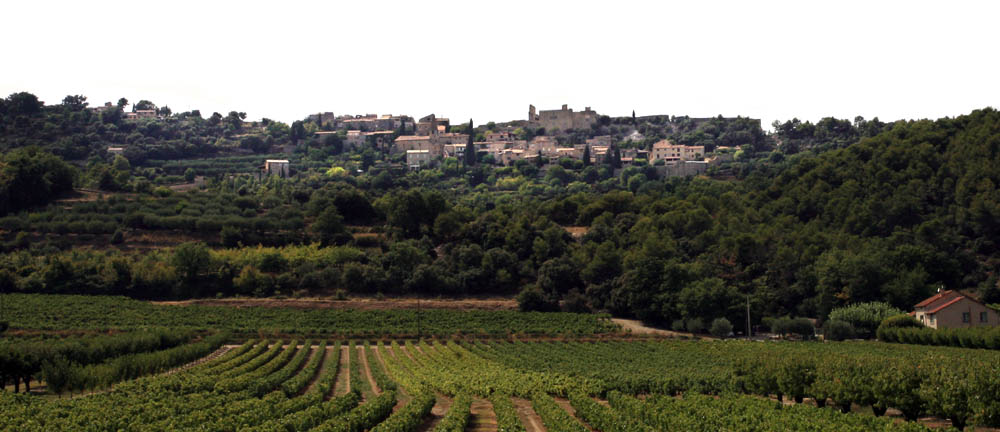
Le parcellaire des vignes au Crestet.

La superficie de l'appellation représente 7 450 hectares. La répartition en couleur donne 76 % de vins rouges, 20 % de vins rosés et 4 % de vins blancs. Le vignoble s'étend sur 51 communes : 
Apt,
Aubignan,
Le Barroux,
Le Beaucet,
Les Beaumettes,
Beaumont-du-Ventoux,
Bédoin,
Blauvac,
Bonnieux,
Cabrières-d'Avignon,
Caromb,
Carpentras,
Caseneuve,
Crestet,
Crillon-le-Brave,
Entrechaux,
Flassan,
Fontaine-de-Vaucluse,
Gargas,
Gignac,
Gordes,
Goult,
Joucas,
Lagnes,
Lioux,
Loriol-du-Comtat,
Malaucène,
Malemort-du-Comtat,
Maubec,
Mazan,
Méthamis,
Modène,
Mormoiron,
Murs,
Pernes-les-Fontaines,
Robion,
La Roque-sur-Pernes,
Roussillon,
Rustrel,
Saignon,
Saint-Didier,
Saint-Hippolyte-le-Graveyron,
Saint-Martin-de-Castillon,
Saint-Pantaléon,
Saint-Pierre-de-Vassols,
Saint-Saturnin-lès-Apt,
Saumane-de-Vaucluse,
Venasque,
Viens,
Villars,
Villes-sur-Auzon.
Son terroir se divise en trois zones géographiques : le bassin de Malaucène au nord, le piémont du Ventoux à l’est de Carpentras et le nord du Calavon jusqu’à Apt .

### Structure du vignoble
Le vignoble regroupe environ le tiers des vignerons de Vaucluse. L'exploitation agricole type dans l'appellation pratique une polyculture conséquence du morcellement de la propriété. Les grands domaines de plus de 20 ha sont en augmentation mais encore minoritaires. La petite exploitation de 10 ha reste majoritaire (90 %) ce qui explique l'importance des caves coopératives dans l'AOC. Dans ce type d'exploitation, la partie vigne représente 3,5 ha et monte jusqu'à 5 ha en y incluant le raisin de table.

### Encépagement

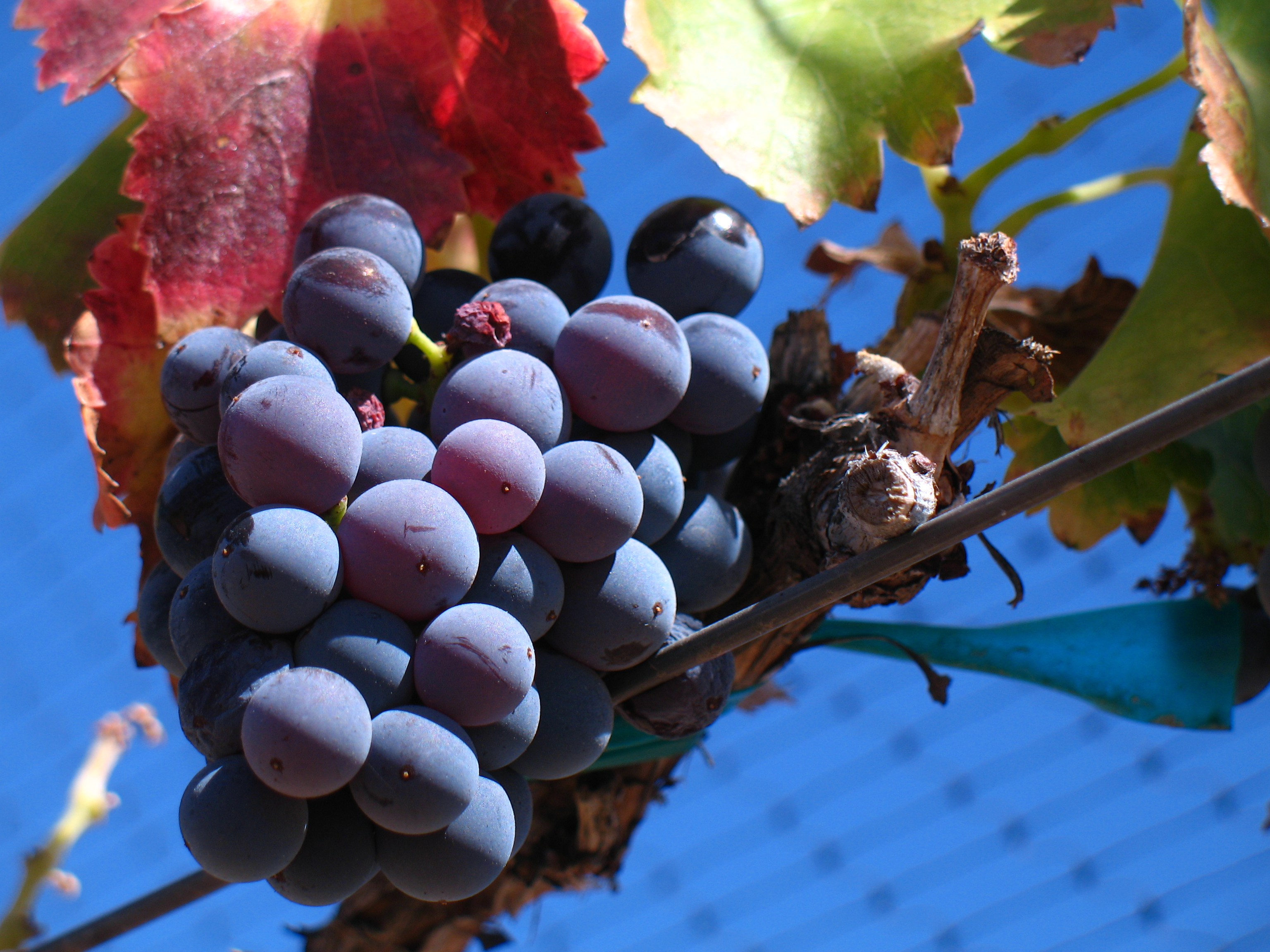
Le grenache, principal cépage de l'appellation ventoux.

Les mêmes cépages sont utilisés pour les vins rouges et rosés : grenache noir, syrah, cinsault, mourvèdre et carignan. Les cépages secondaires sont le picpoul noir et la counoise, avec un plafond maximal de 20 %.
Comme il est de tradition, tous les vins blancs vinifiés dans l'aire de l'appellation le sont à base de cépages blancs : clairette, bourboulenc et grenache blanc. Avec une limite maximale de 20 % peuvent s'y ajouter les cépages secondaires suivants : ugni blanc, roussanne, picpoul et pascal blanc .

### Techniques culturales et réglementaires
Comme tous vins d'appellation les côtes-du-ventoux, pour être agréés, ont un cahier de charge qui a été défini dans le cadre du syndicat des vignerons et entériné par l'INAO. Celui-ci ne fait que reprendre les « usages locaux, loyaux et constants » mis en place sur ce terroir au cours des générations. Ils s'appliquent intégralement pour le Ventoux AOC actuellement.
Les vignes doivent être plantées et conduites avec une densité minimale de 3 500 pieds à l'hectare, la distance entre les rangs n'excédant pas 2,50 mètres. L'appellation n'est accordée qu'à partir de la troisième année de plantation lorsque celle-ci a été faite avant le 31 août. Toute vinification avant ce délai ne peut donner droit qu'à une labellisation « Vin de pays ».
Tous les cépages doivent être taillés en gobelet ou en cordon avec au maximum six coursons à deux yeux francs. La syrah peut être conduite, selon le décret « soit en taille courte, soit en taille longue à un long bois comptant huit yeux francs au maximum, ou à deux longs bois avec six yeux francs au maximum et un ou deux coursons à deux yeux francs au maximum ».
L'appellation n'est accordée que dans la limite de 50 hectolitres par hectare. Ces vins doivent provenir de moûts contenant au minimum 198 grammes de sucre naturel par litre et présenter un titre alcoométrique acquis minimum de 11°.

### Vinification

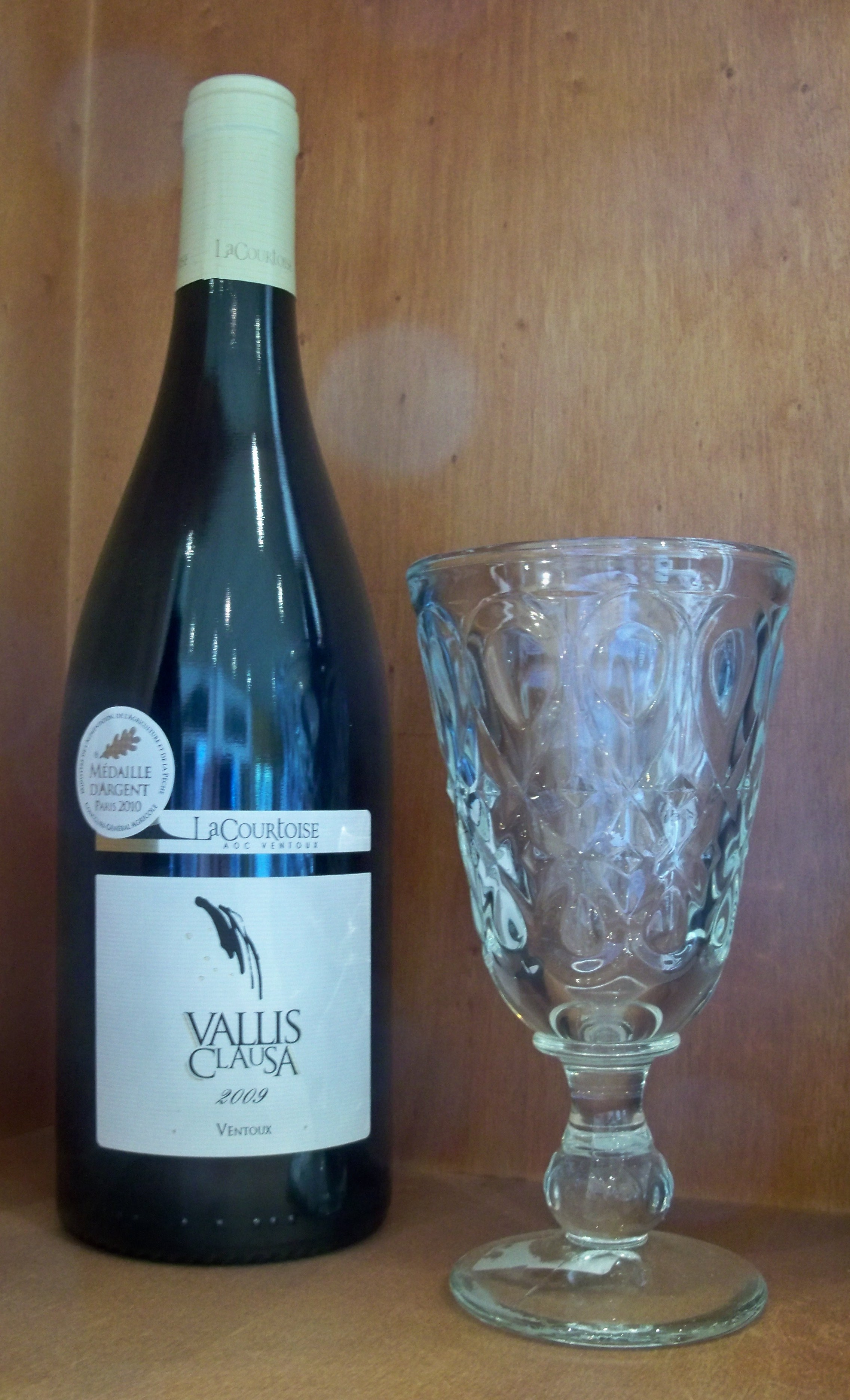
Cuvée Vallis Clausa de la cave La Courtoise à Saint-Didier.

Comme tous les vignobles méridionaux de la vallée du Rhône, l'appellation ventoux assemble plusieurs cépages. Ceci est justifié par les caractéristiques climatiques régionales avec des étés très chauds, sinon torrides, et la présence du mistral, vent excessif, qui participent à la surmaturation des cépages. Tous les essais de vinification mono-cépage ont démontré que ces vins ne peuvent atteindre une qualité élevée et donner la véritable expression du terroir. Par contre l'assemblage de plusieurs variétés permet d'obtenir un parfait équilibre entre acidité, alcool et tannins.
Richesse de l'encépagement et variété de terroirs permettent à chaque domaine ou à chaque cave d'apporter leur touche personnelle dans l'élaboration de leurs vins. Vinificateur et maître de chai peuvent ainsi privilégier tel ou tel aspect de leur vin en jouant sur une gamme étendue de techniques vinicoles :
- saignée, macération à froid ou pressurage direct pour les vins rosés ;
- temps différents de cuvaison pour un vin jeune ou un vin de garde ;
- assemblage de vin de goutte avec un vin issu de la macération carbonique, introduction ou non de vin de presse dans telle ou telle cuvée ;
- assemblage, dès la vendange, de deux ou trois cépages différents pour les vinifier ensemble. Cette technique permet de tirer un maximum de potentiel aromatique de ces cépages ;
- vinification en cépages séparés et assemblage des différentes cuvées après dégustation. Cette méthode permet de mettre en valeur les caractéristiques de tel ou tel terroir ;
- sélection d'un terroir ou de vieilles vignes pour une vinification à part ;
- introduction - tout à fait légale - d'une partie de la vendange blanche dans la vendange rouge afin d'apporter plus de finesse et d'élégance au vin. Cette pratique, traditionnelle à Châteauneuf-du-Pape et dans le vignoble de la Côte-Rôtie, a fait en grande partie la renommée de leurs vins[34].

#### Vinification en rouge
Avec 76 % de l'appellation, les vins rouges sont largement majoritaires. C'est le grenache noir qui représente la plus importante proportion, il est assemblé avec le mourvèdre et la syrah. Un peu de cinsault permet d'apporter la finesse. Les trois premiers cépages permettent d'obtenir un parfait équilibre. En fonction des parcelles et des microclimats, l'assemblage peut varier entre 80 % de grenache, syrah et mourvèdre entrant en part égale pour le pourcentage restant, et 50 % de grenache, la syrah et le mourvèdre représentant chacun 25 %. La différence se fait aussi sur le temps de cuvaison qui peut varier de 5 à 6 jours à une ou deux semaines en fonction des vins que le vinificateur désirent obtenir,.

#### Vinification en rosé

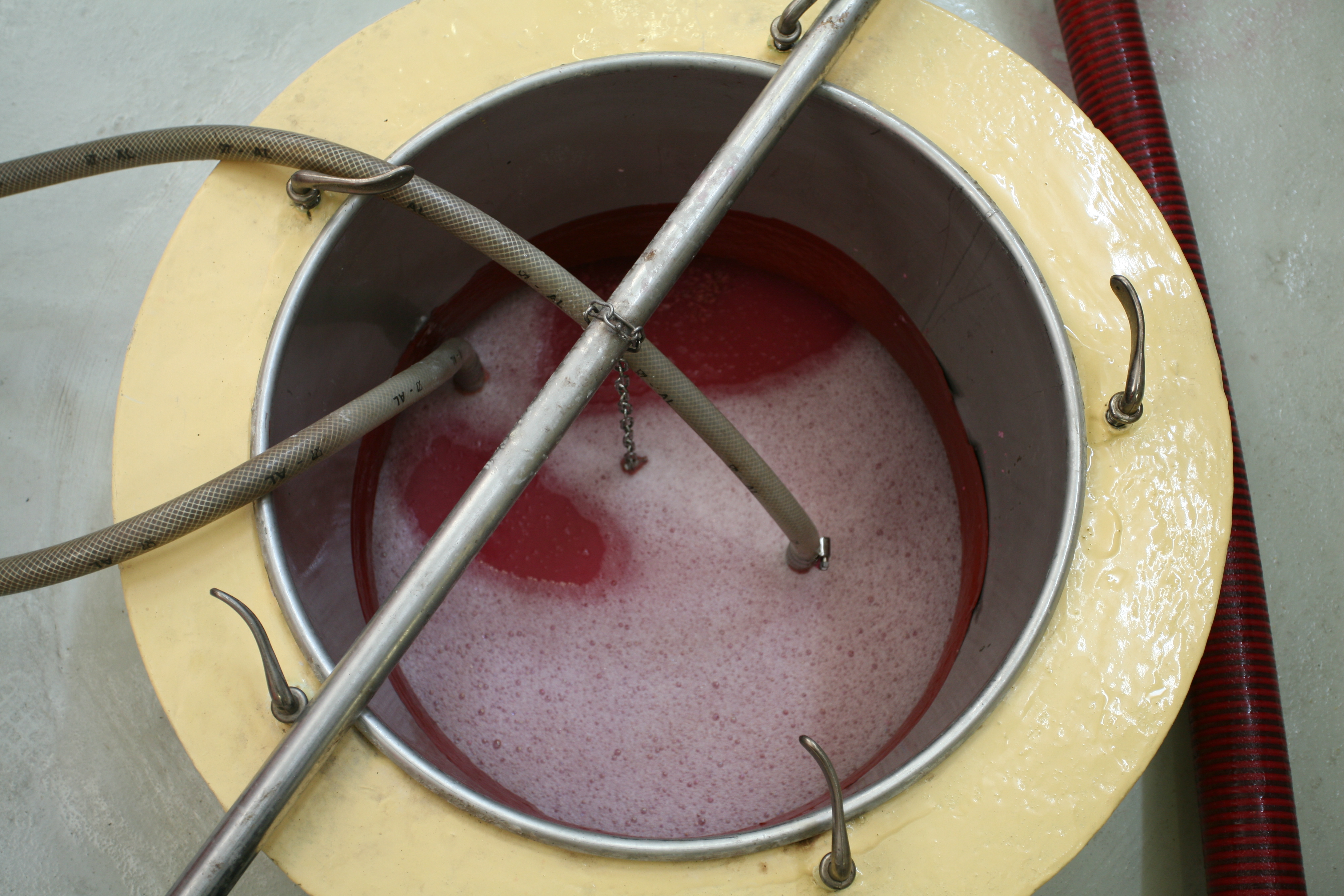
Cuve de rosé en fermentation.

Le pourcentage des vins rosés est de 20 %. Majoritairement réalisée par saignée, le jus s'écoulant sous le poids de la vendange, la vinification est faite par un assemblage dans lequel le grenache noir reste majoritaire. Le cinsault apporte ici toute son expression ainsi que le mourvèdre s'il ne dépasse pas 10 %. Quelques vinificateurs réalisent aussi des cuvées par pressurage direct de la vendange, le plus souvent, celles-ci sont ensuite assemblées avec les vins de goutte obtenus par saignée. Les mêmes proportions de cépages sont respectées,.

#### Vinification en blanc
Tout comme pour les rosés, la maîtrise des températures lors de la vinification a permis d'obtenir par un moyen uniquement physique une parfaite expression des vins de ce terroir. Ils ne représentent que 4 % de l'appellation. La base de l'assemblage se fait avec la clairette et le bourboulenc. Le grenache blanc ne doit pas excéder les 20 %. De plus en plus s'y ajoute la roussanne avec un maximum fixé à 20 %,.

#### Une ancienne méthode de vinification: les cuves vinaires rupestres
La découverte de ce type de vinification très ancien est due aux travaux menés par Michel Bouvier, entre 1983 et 1993. Sa recherche archéologique, menée avec l'aval du Service régional de l'archéologie à Aix-en-Provence, avait primitivement pour but d'essayer de dater les cabanes en pierre sèche ou bories de Vaucluse. Dans le cadre de ses recherches et de ses fouilles, il a identifié plus de 80 cuves vinaires rupestres sur le terroir de l'appellation Ventoux entre Venasque et Bonnieux.
Celles trouvées à Saumane se situent dans le vallon de Vignerme (« la vigne en friche »), mais qui n'a pas dû le rester longtemps puisque les minimes et les dominicains y possédaient de grands biens.

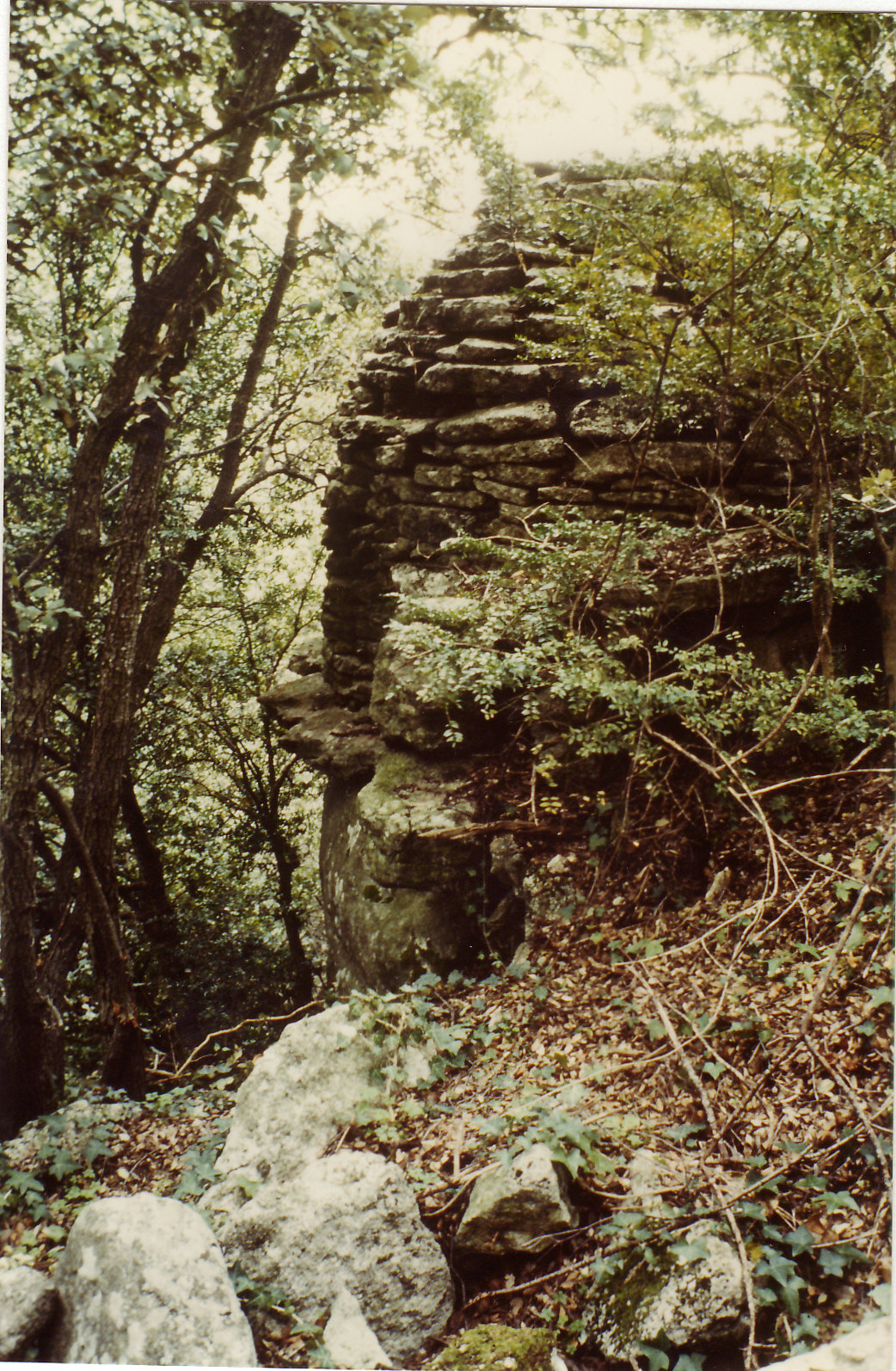
Gordes (Les Boujolles), borie 03.
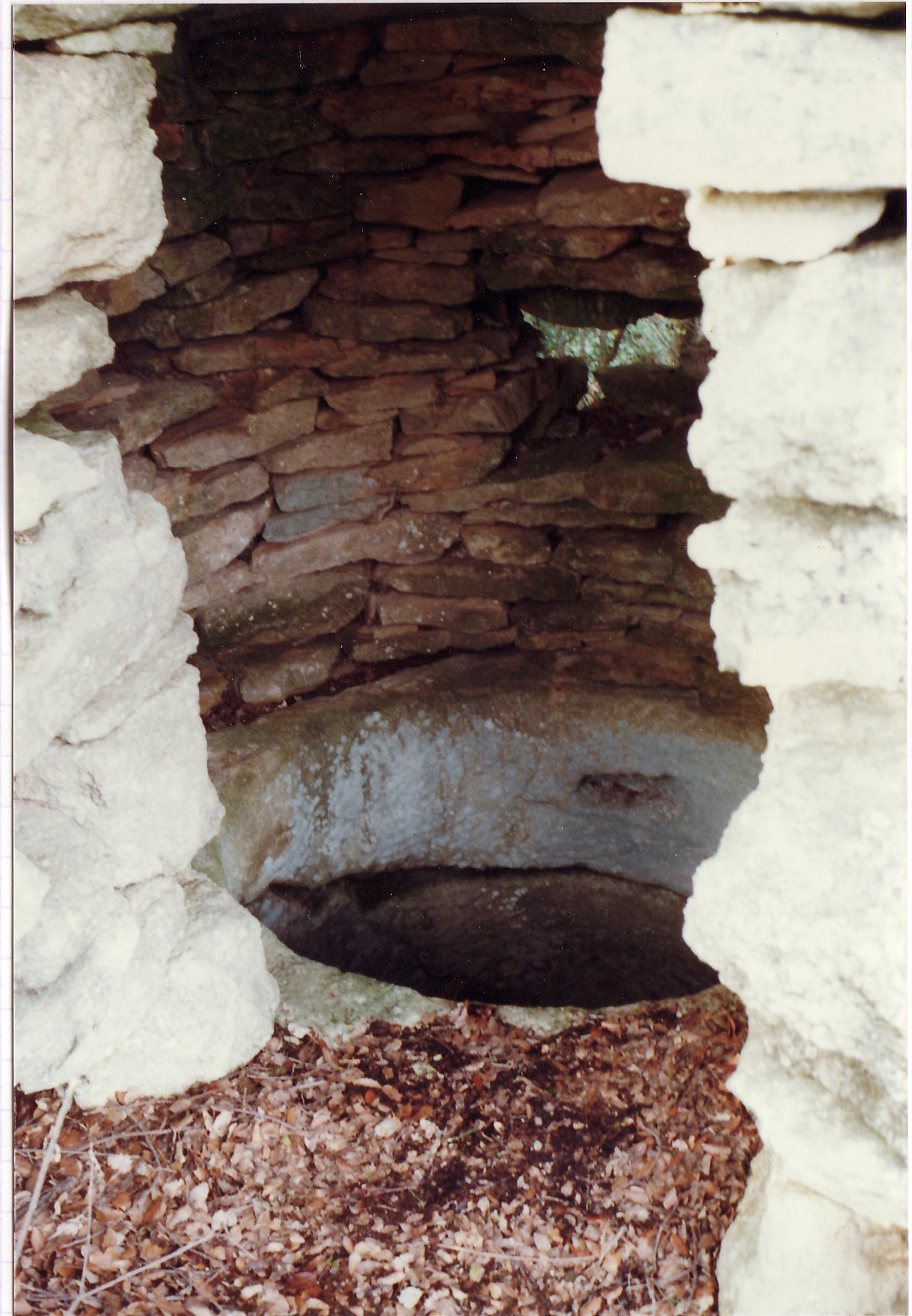
Gordes (Les Boujolles), cuve 03.
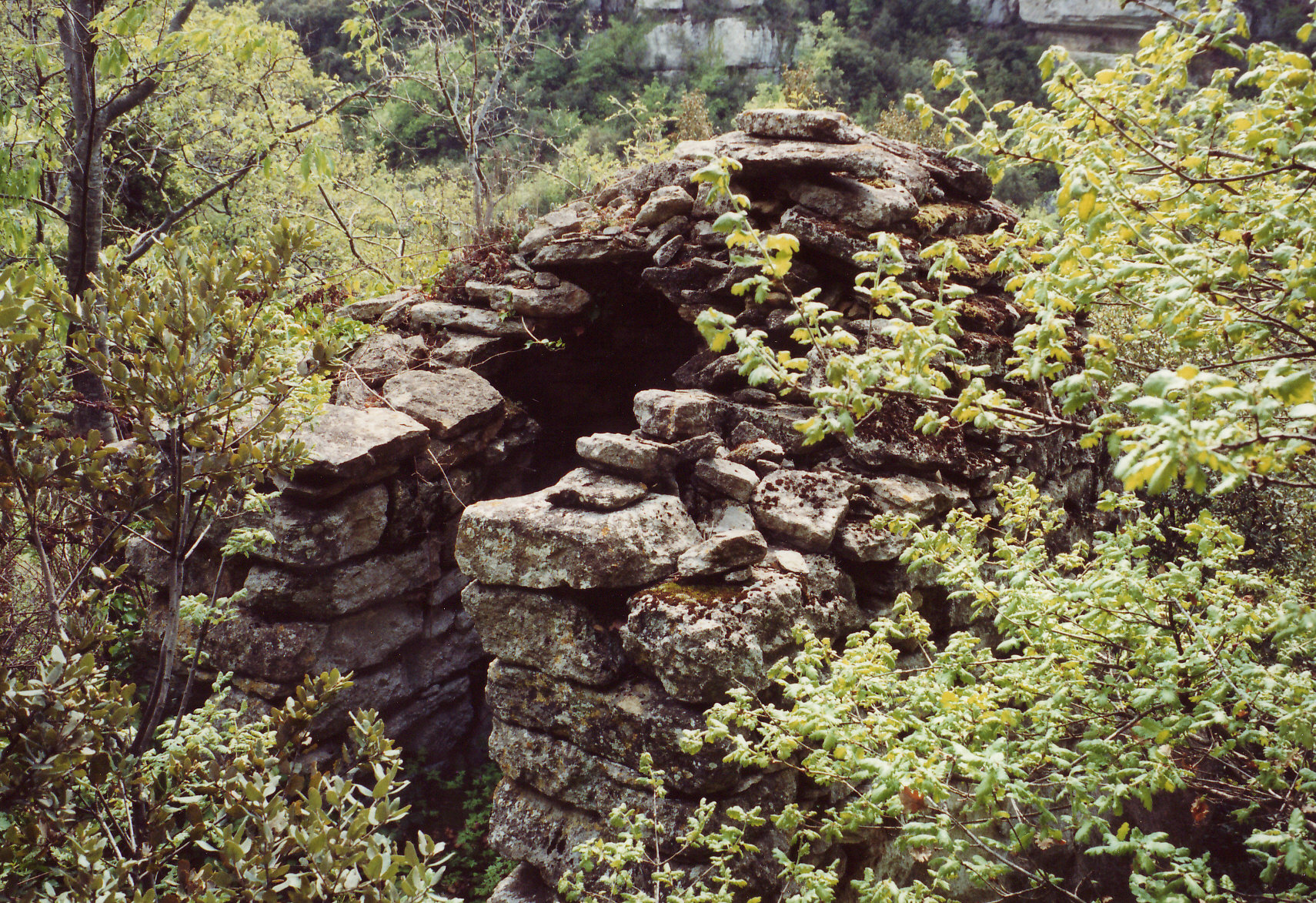
Venasque (Le verger), borie 39.
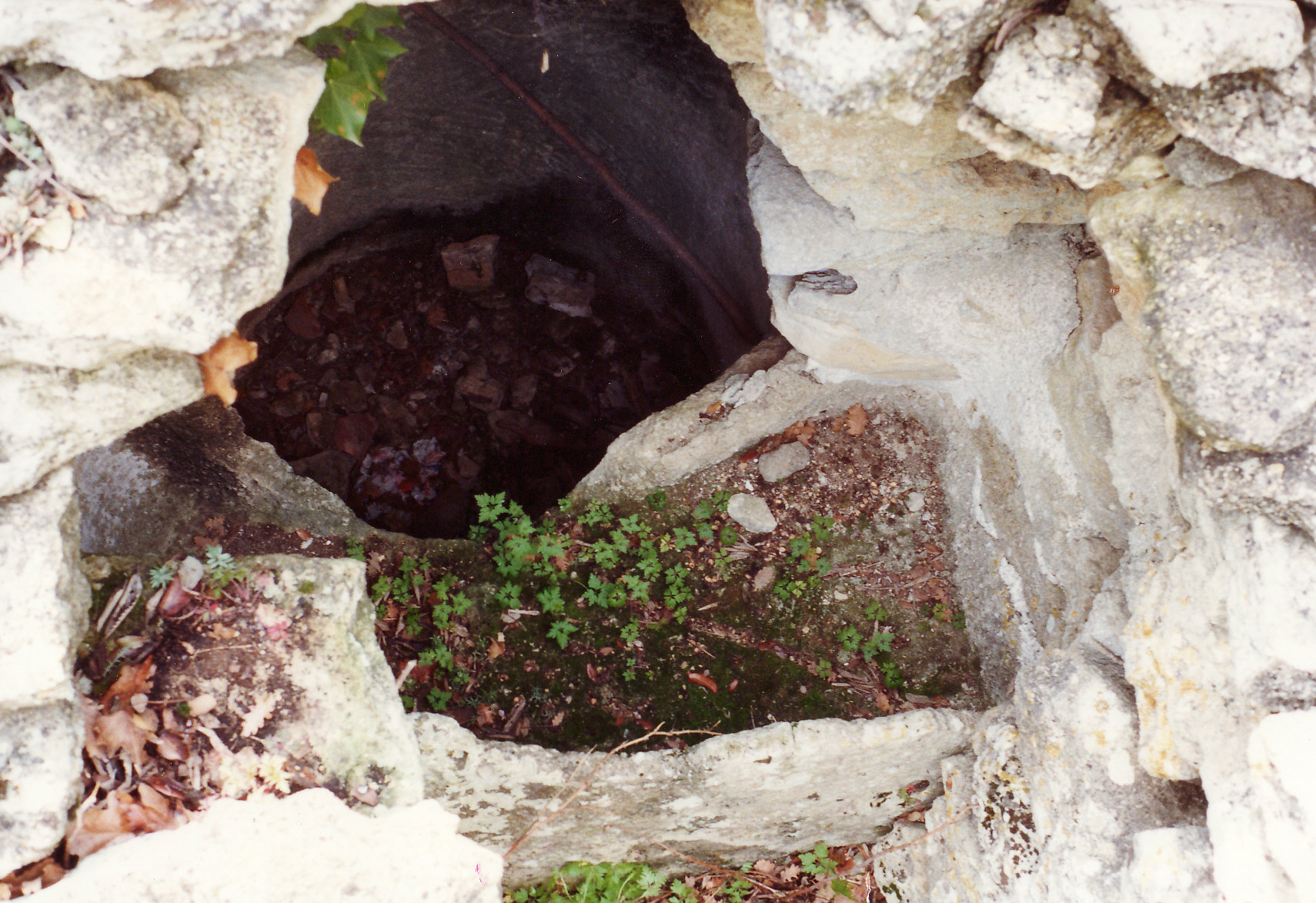
Venasque (Le verger), cuve 39.

Ces cuves rupestres, qui sont toujours creusées dans de la molasse burdigalienne et munies d'un fouloir, sont majoritairement cylindriques. L'inventeur les a classées en deux catégories :
- les cuves creusées : sur 24 étudiées, toutes sont cylindriques sauf deux. Leur diamètre moyen et leur hauteur sont généralement identiques (1,60 m) pour un volume constant (3,14 m3) ;
- les cuves construites : elles sont datables entre le XVIe et le XVIIe siècle puisque dès le XVIIIe siècle les cuves ont commencé à être recouvertes de carreaux vernissés.

Toutes les cuves creusées ont été - ou sont encore - recouvertes par une borie ou protégées par un abri sous roche ou un mur de pierres sèches selon leur situation. Il est remarquable que, si certaines cuves rupestres sont à proximité de lieux habités, notamment à Gordes, la plupart sont tout à fait extérieures à un village ou à un hameau. Ceci évoque des vinifications plus ou moins clandestines pour échapper à des droits de souquet et autres taxes levées sur les vins.

### Terroirs et vins

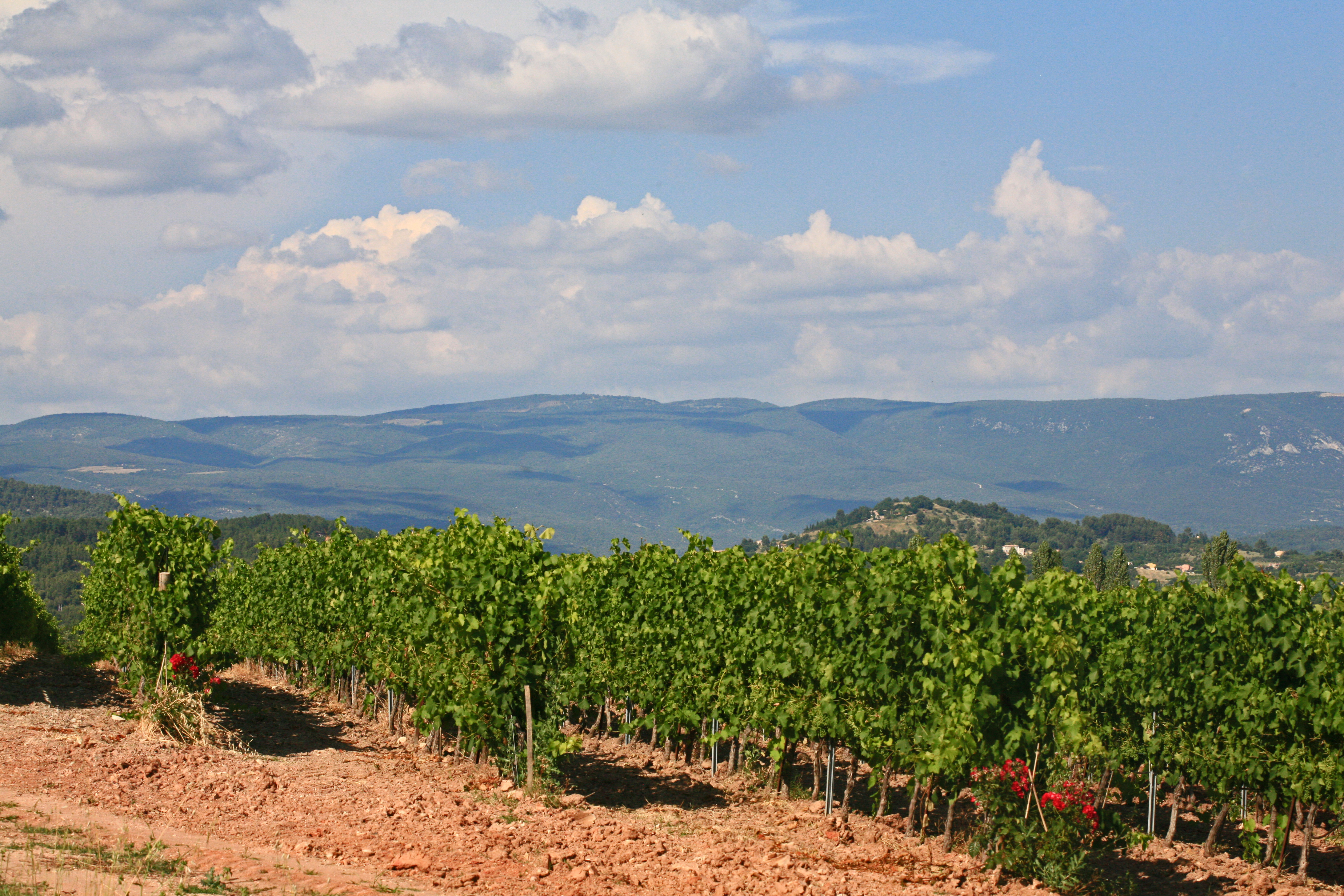
Vignoble sur les ocres de Roussillon avec les monts de Vaucluse en fond et le signal de Saint-Pierre.

#### Différents terroirs
Le vignoble se situe en majeure partie sur des sédiments déposés par les mers de l’ère tertiaire à la base du massif calcaire du Ventoux. On distingue trois types de terroirs  :
- les sols rouges provenant de la dégradation du calcaire. Ce sont des terres à garrigue, typiquement méditerranéenne, et qui ont été à la source du vignoble actuel ;
- les sols formés d'un mélange de sable et d'argile ocreuse de différentes couleurs selon les oxydes minéraux contenus. Reliquat d'un climat tropical, ils prennent un faciès latéritique dans la haute vallée du Calavon ;
- les sols détritiques recouverts soit par des galets roulés (terrasses fossiles des torrents du Tertiaire descendus des Préalpes), soit par des éboulis calcaires détachés de la montagne (piémont du Ventoux).

#### Vins de trois couleurs
Les caractéristiques générales des vins de cette appellation sont :
pour les vins rouges, des arômes de fruits rouges, d'épices, de cuir, de réglisse, de truffe, fins, souples, assez légers en bouche. Pour les vins blancs, des arômes de fleurs (iris), d'acacia, d'agrumes. Pour les vins rosés, des notes de cerises, de framboise, de fleurs (genet, rose) et de bonne tenue en bouche.

#### Les millésimes
Ils correspondent à ceux du vignoble de la vallée du Rhône. Ils sont notés : année exceptionnelle , grande année , bonne année ***, année moyenne **, année médiocre *.
| Caractéristiques | Article de qualité | ***                | ***                | Bon article        | Article de qualité | Bon article        | Bon article        | ***                | Bon article | Bon article        |
| Millésimes 1990 | 1999               | 1998               | 1997               | 1996               | 1995               | 1994               | 1993               | 1992               | 1991        | 1990               |
| Caractéristiques | ***                | ***                | **                 | ***                | Bon article        | **                 | **                 | **                 | ***         | Article de qualité |
| Millésimes 1980 | 1989               | 1988               | 1987               | 1986               | 1985               | 1984               | 1983               | 1982               | 1981        | 1980               |
| Caractéristiques | Article de qualité | Article de qualité | Bon article        | ***                | Article de qualité | **                 | Bon article        | ***                | Bon article | Article de qualité |
| Millésimes 1970 | 1979               | 1978               | 1977               | 1976               | 1975               | 1974               | 1973               | 19722              | 1971        | 1970               |
| Caractéristiques | Bon article        | Article de qualité | Bon article        | **                 | ***                | Bon article        | ***                | **                 | **          | Article de qualité |
| Millésimes 1960 | 1969               | 1968               | 1967               | 1966               | 1965               | 1964               | 1963               | 1962               | 1961        | 1960               |
| Caractéristiques | **                 | *                  | Article de qualité | Article de qualité | ***                | ***                | **                 | **                 | ***         | Article de qualité |
| Millésimes 1950 | 1959               | 1958               | 1957               | 1956               | 1955               | 1954               | 1953               | 1952               | 1951        | 1950               |
| Caractéristiques | Bon article        | Bon article        | Article de qualité | Bon article        | Bon article        | ***                | Bon article        | Article de qualité | **          | Article de qualité |
| Millésimes 1940 | 1949               | 1948               | 1947               | 1946               | 1945               | 1944               | 1943               | 1942               | 1941        | 1940               |
| Caractéristiques | Article de qualité | Article de qualité | Article de qualité | Bon article        | Article de qualité | **                 | Article de qualité | Bon article        | **          | **                 |
| Millésimes 1930 | 1939               | 1938               | 1937               | 1936               | 1935               | 1934               | 1933               | 1932               | 1931        | 1930               |
| Caractéristiques | *                  | Bon article        | Bon article        | ***                | **                 | Article de qualité | Article de qualité | **                 | **          | **                 |
| Millésimes 1920 | 1929               | 1928               | 1927               | 1926               | 1925               | 1924               | 1923               | 1922               | 1921        | 1920               |
| Caractéristiques | Article de qualité | Article de qualité | **                 | Bon article        | **                 | Bon article        | Bon article        | **                 | Bon article | Bon article        |
| Sources : Yves Renouil (sous la direction), Dictionnaire du vin, Éd. Féret et fils, Bordeaux, 1962 ; Alexis Lichine, Encyclopédie des vins et alcools de tous les pays, Éd. Robert Laffont-Bouquins, Paris, 1984, Les millésimes de la vallée du Rhône & Les grands millésimes de la vallée du Rhône |                    |                    |                    |                    |                    |                    |                    |                    |             |                    |

Soit sur 90 ans, 24 années exceptionnelles, 26 grandes années, 16 bonnes années, 22 années moyennes et 2 années médiocres.

### Œnotourisme
L'œnotourisme recouvre de nombreuses activités de découverte : dégustation des vins, visite de caves, rencontre avec les propriétaires, découverte des métiers et techniques de la vigne, connaissance des cépages, des terroirs, des appellations, de la gastronomie locale. À cet aspect festif s'ajoutent les activités sportives et de loisirs : promenades et randonnées dans les vignobles.
Pour les touristes, une charte de qualité des caveaux de dégustation a été mise en place dans la vallée du Rhône pour l'ensemble des vignobles par Inter Rhône. Elle propose trois catégories différentes d'accueil en fonction des prestations offertes par les caves.
La première - dite accueil de qualité - définit les conditions de cet accueil. Un panneau à l'entrée doit signaler que celui-ci est adhérent à la charte. Ce qui exige que ses abords soient en parfait état et entretenus et qu'il dispose d'un parking proche. L'intérieur du caveau doit disposer d'un sanitaire et d'un point d'eau, les visiteurs peuvent s'asseoir et ils ont de plus l'assurance que locaux et ensemble du matériel utilisé sont d'une propreté irréprochable (sols, table de dégustation, crachoirs, verres).
L'achat de vin à l'issue de la dégustation n'est jamais obligatoire. Celle-ci s'est faite dans des verres de qualité (minimum INAO). Les vins ont été servis à température idéale et les enfants se sont vu proposer des jus de fruits ou des jus de raisin. Outre l'affichage de ses horaires et des permanences, le caveau dispose de fiches techniques sur les vins, affiche les prix et offre des brochures touristiques sur l'appellation.
La seconde - dite accueil de service - précise que le caveau est ouvert cinq jours sur sept toute l'année et six jours sur sept de juin à septembre. La dégustation se fait dans des verres cristallins voire en cristal. Accessible aux personnes à mobilité réduite, il est chauffé l'hiver et frais l'été, de plus il dispose d'un éclairage satisfaisant (néons interdits). Sa décoration est en relation avec la vigne et le vin, une carte de l'appellation est affichée. Il dispose d'un site internet et fournit à sa clientèle des informations sur la gastronomie et les produits agroalimentaires locaux, les lieux touristiques et les autres caveaux adhérant à la charte. Des plus les fiches techniques sur les vins proposés sont disponibles en anglais.
La troisième - dite accueil d'excellence - propose d'autres services dont la mise en relation avec d'autres caveaux, la réservation de restaurants ou d'hébergements. Le caveau assure l'expédition en France pour un minimum de vingt-quatre bouteilles. Il dispose d'un site Internet en version anglaise et le personnel d'accueil parle au moins l'anglais.

### Gastronomie, température de service et durée de garde

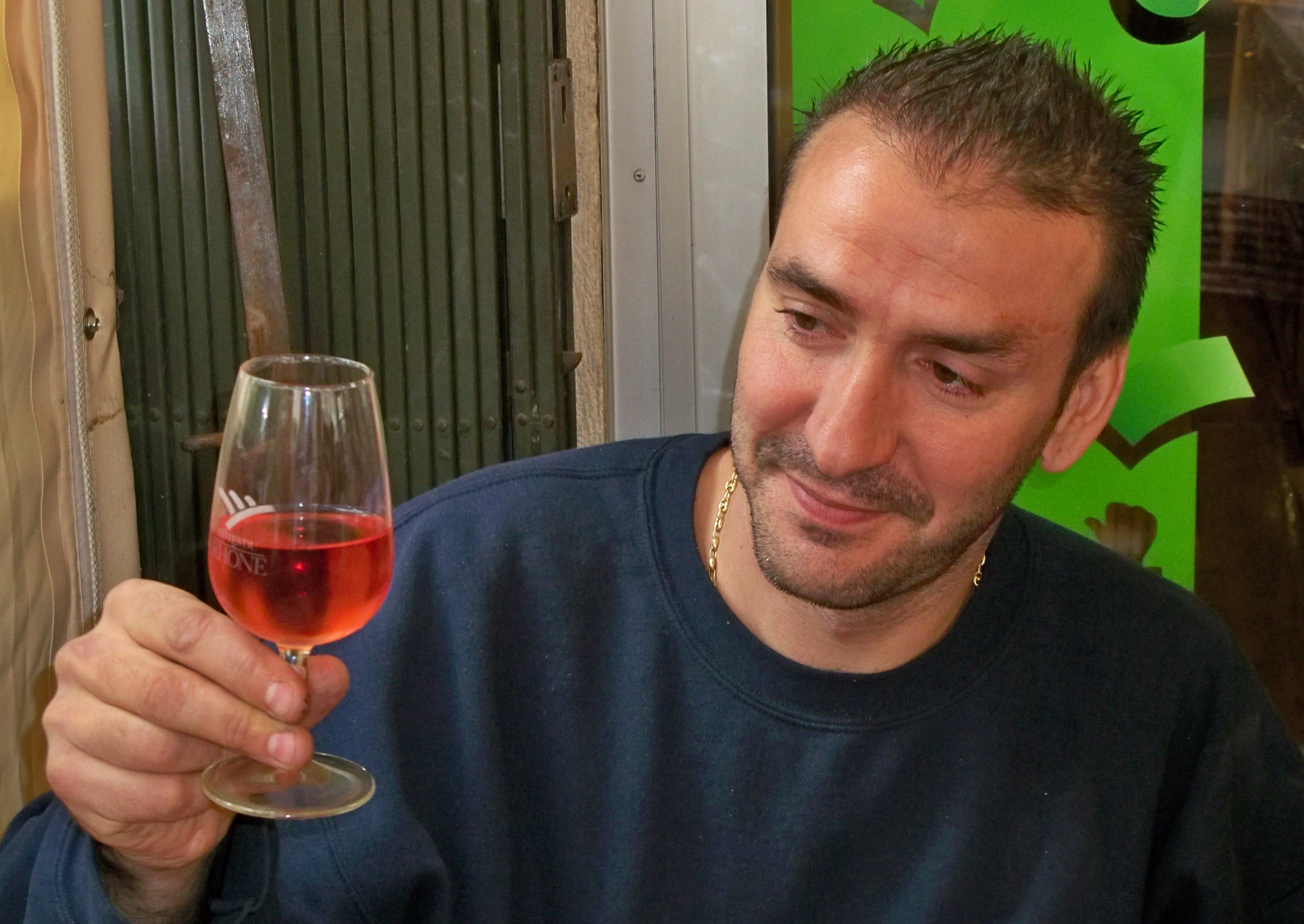
Dans un restaurant de Saint-Didier, AOC ventoux rosé de la cave « La Courtoise ».

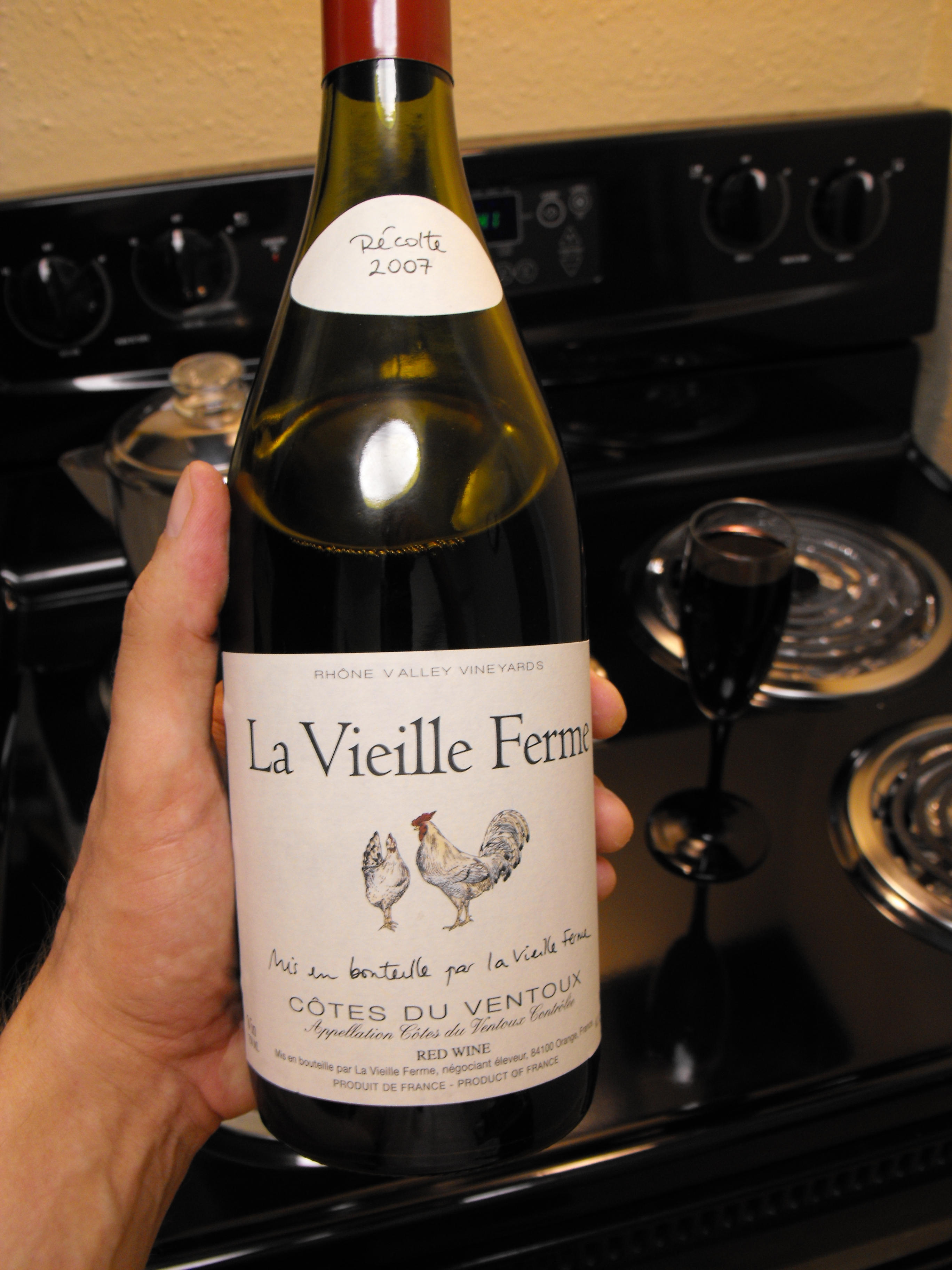
AOC Ventoux, La Vieille Ferme, de Jean-Pierre Perrin.

Ici la gastronomie a atteint le niveau littéraire. Tout un chacun connaît Les Trois Messes basses d'Alphonse Daudet et les mésaventures de dom Balaguère qui expédia ses messes afin d'aller plus vite ripailler. Mais se souvient-on qu'il perdit son âme, en cette nuit de Noël, dans le château de Trinquelage en pays du Ventoux ?
Les vins rouges s'accordent bien avec des viandes rouges (grillées ou en sauce) dont la daube comtadine, des civets, dont celui de chevreuil, des gibiers à plumes, du fromage fort. Ces vins se servent aux environs de 15° et ont une durée de garde moyenne de trois à cinq ans.
Les vins rosés s'accordent avec de la charcuterie, des volailles et de nombreux plats estivaux. Ils se révèlent parfaits en accompagnement de la cuisine asiatique. Ces rosés se servent entre 8 et 10° et se gardent un à deux ans.
Les vins blancs accompagnent parfaitement des poissons grillés, des fruits de mer… et peuvent être servis aussi en apéritif. Les vins se servent entre 8 et 10° et peuvent se garder un à deux ans.

### Commercialisation
La production donne 308 890 hectolitres. La production est assurée par 15 caves coopératives, 114 domaines ou caves indépendantes et 5 vinificateurs.

#### Le marché intérieur

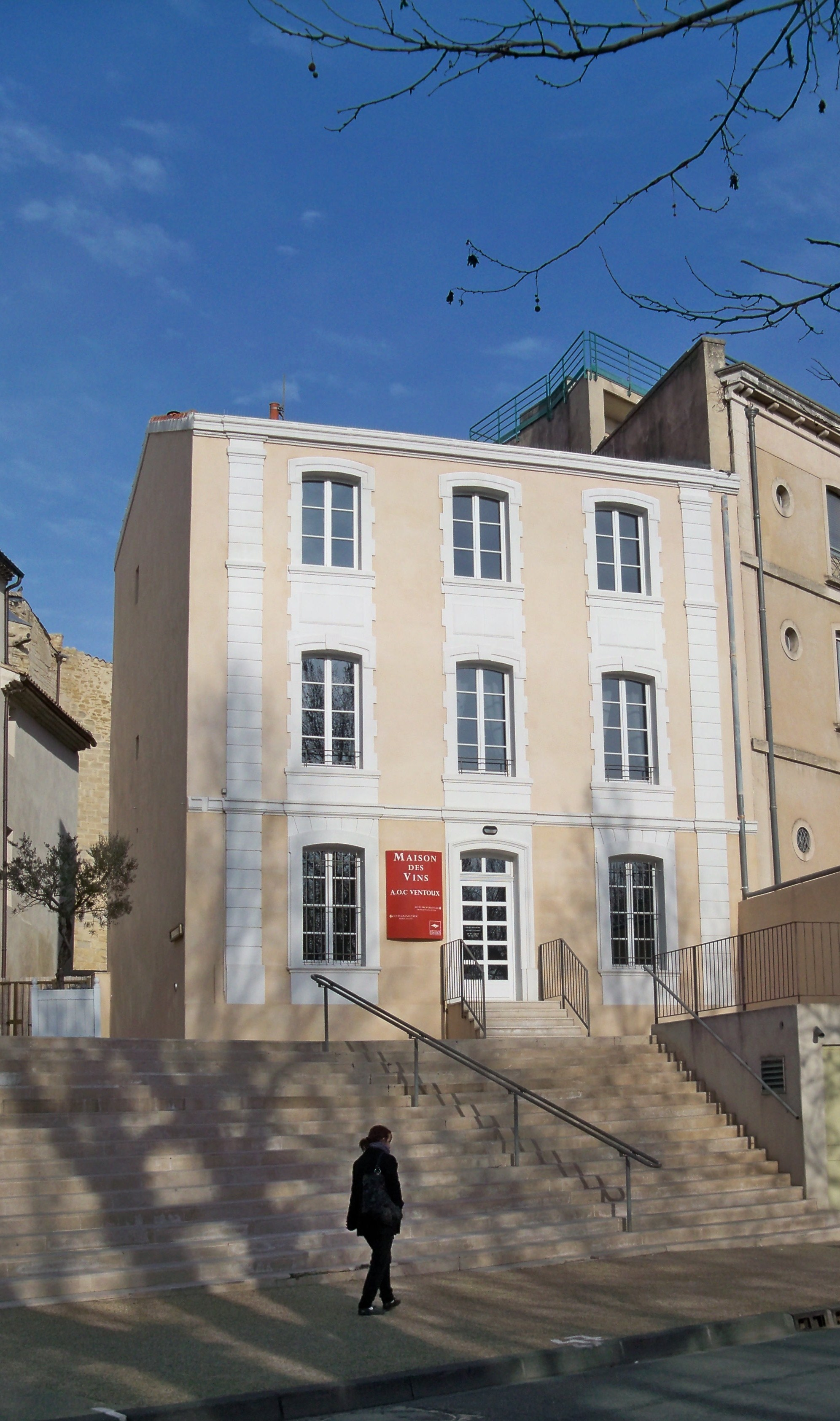
Maison des vins AOC Ventoux, à Carpentras.

Le ventoux est commercialisé en France à 83 %. Les principaux secteurs de distributions sont : 
| Catégorie                                 | % en volume pour 2005 |
| GMS (grandes et moyennes surfaces)        | 40                    |
| Vente directe (caveaux, foires et salons) | 20                    |
| CHR (cafés, hôtels, restaurants)          | 11                    |
| Grossistes et négociants                  | 18                    |
| Vente par les cavistes                    | 11                    |

#### L'export
L'exportation représente 17 % des ventes de l'appellation. Les principaux pays acheteurs sont :
| Pays                         | % en volume pour 2005 |
| Europe (hors Benelux)        | 50 %                  |
| Belgique Pays-Bas Luxembourg | 22 %                  |
| États-Unis                   | 15 %                  |
| Canada                       | 13 %                  |

## La Confrérie des vignerons

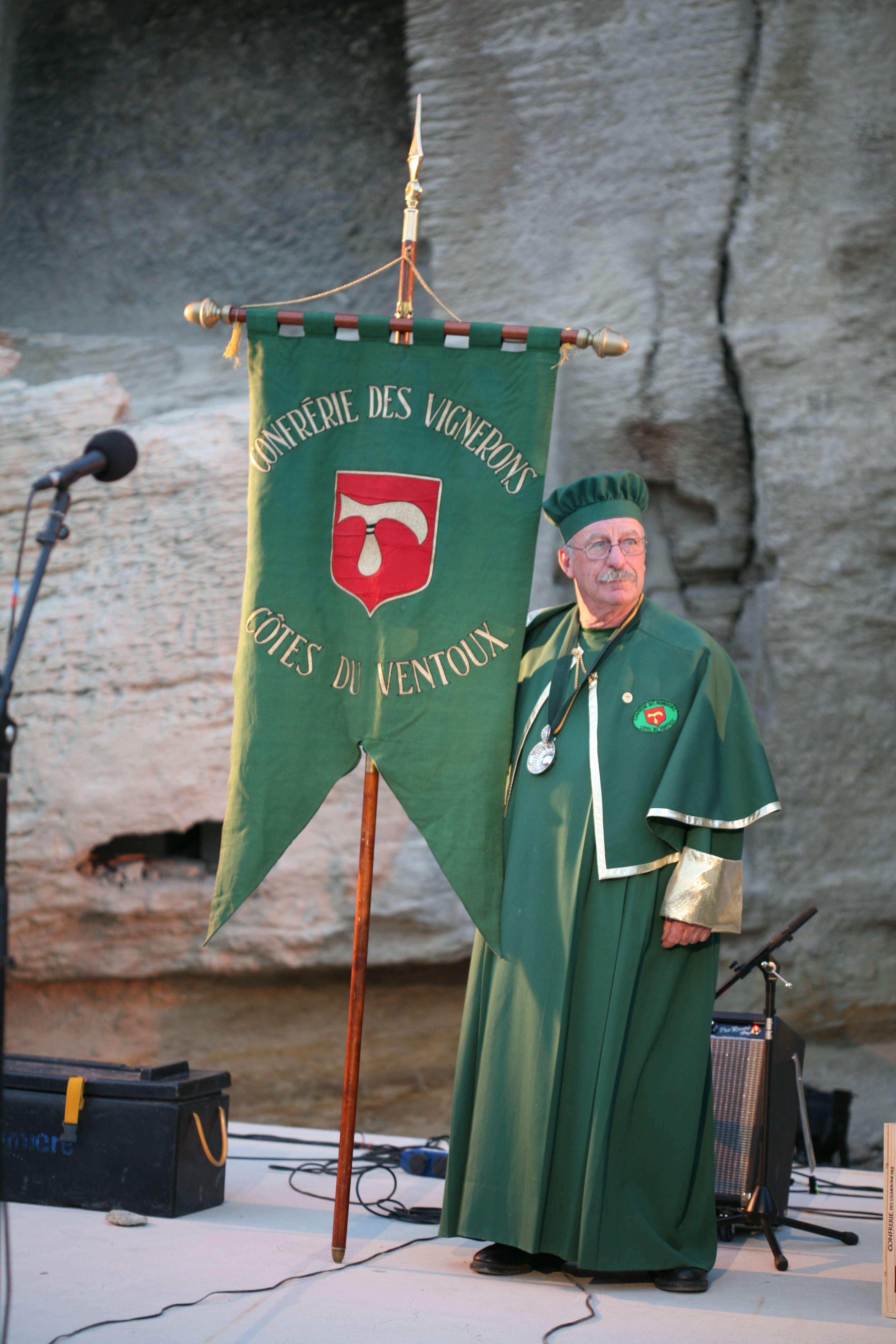
Porte-fanion et fanion de la Confrérie des Côtes du Ventoux, Vaucluse, France.

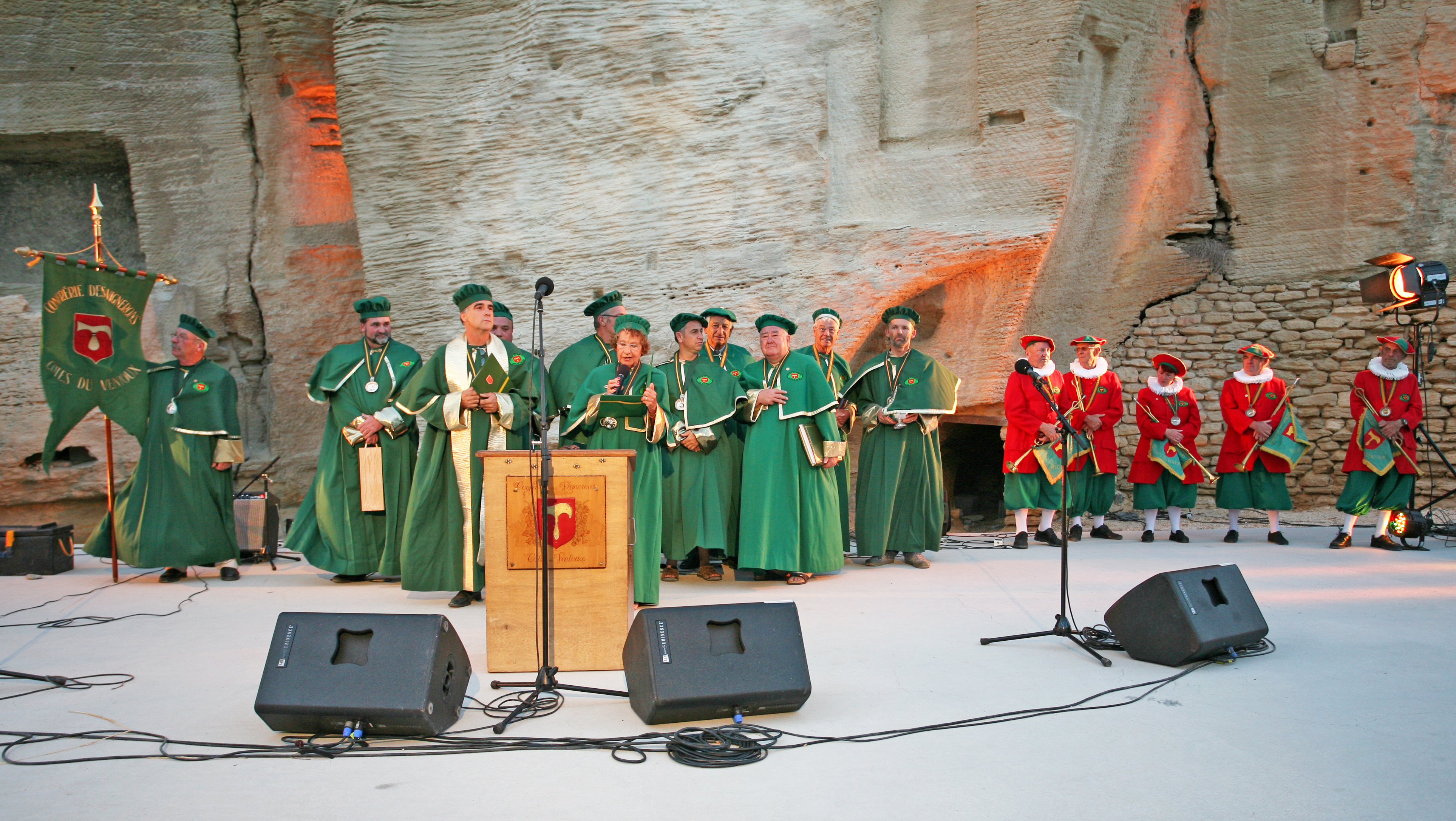
La Confrérie des vignerons Côtes de Ventoux.

Une ancienne confrérie, réunissant les vignerons du terroir, avait été constituée en 1475 à Carpentras. Elle fut d'abord placée sous la protection de Notre-Dame de l'Annonciade. Un siècle plus tard, forte de trois cents membres, elle avait sa chapelle dans la cathédrale Saint-Siffren à Carpentras. En 1660, elle ajouta à la protection maternelle de Notre-Dame, celle de saint Marc. Après une brève interruption sous la Révolution, elle reprit ses activités au cours de l'année 1802. Durant tout le XIXe siècle, la fête du saint protecteur fut célébrée en grande pompe tous les 25 avril. Le buste de saint Marc était promené dans la ville, suivi par « l'abbé des vignerons ». Celui-ci avait revêtu l'insigne de sa charge, un gigantesque couvre-chef d'un mètre de diamètre, orné de feuilles de vigne et de branches de cognassiers. À la fin de la procession, le « chapeau de Saint-Marc » était suspendu au-dessus de la porte d'entrée du domicile de l'abbé. Un de ceux-ci fut tellement fier d'avoir été élu que, sur la façade de sa maison, dans la rue Calade, il fit sculpter une couronne de pampres, signalant à jamais, l'honneur de sa charge.
La crise du phylloxéra mit fin à ce type de festivités. La confrérie ne renaquit de ses cendres que le 2 juin 1982 et fut placée sous l'emblème du « poudadouire ». Chaque année, sous la direction de son grand maître, elle tient son chapitre ordinaire d'hiver et son chapitre de la saint Marc en avril. C'est au cours de ces séances, et des nombreux chapitres extraordinaires qui s'y sont ajoutés, qu'elle reçoit en son sein, aux sonneries éclatantes des trompettes, toutes personnes qu'elle juge apte à aimer et à populariser les vins du Ventoux.
Depuis 1982, « au nom de Bacchus et de saint Marc », de nombreuses personnalités ont reçu le tâte-vin frappé à l'emblème du poudadouire, des écrivains comme Robert Sabatier, Marie Cardinal, Jean Lacouture, Yvan Audouard ; des sportifs comme Jean Vuarnet, Maurice Trintignant, Michel Hidalgo, Éric Caritoux ; des journalistes et hommes de télévision comme Robert Chapatte, Henri Sannier, Gérard Holtz, Michel Drucker ; des artistes comme Magali Noël, Jean-Pierre Darras, Diane de Wurtemberg, et pour son œuvre humanitaire Danielle Mitterrand.
Outre les intronisations et la remise du tâte-vin, la confrérie participe à diverses manifestations locales comme la procession de la fête de la Saint-Vincent à Gordes ou des foires au vin.

## Liste des producteurs et négociants
| Commune                      | Cave et domaine |
| ---------------------------- | --- |
| Apt                          | Les Vins de Sylla, Château de l'Isolette, Château le Puy Saurette, Château Saint-Pons, Domaine de Mayol, Domaine du Puy Marquis, Font Alba, |
| Aubignan                     | Château St Sauveur, Domaine de la Brusquière, Domaine de la Pierre du Coq |
| Beaumes-de-Venise            | Balma Venitia, Domaine Bouletin, Domaine de Beaumalric, Domaine de Fenouillet, Domaine de la Pigeade |
| Beaumont-du-Ventoux          | Cave vinicole |
| Bédoin                       | Vignerons du Mont Ventoux, Domaine du Galinier, Domaine du Mas des Sœurs, Domaine le Van, La Grange de Maximin, Terre de Ghaya |
| Blauvac                      | Domaine Jour de Miane, Domaine Le Grand Vallat |
| Bonnieux                     | Cave de Bonnieux, Domaine Branchi, Domaine Julien, Domaine de la Choye, Domaine Terris |
| Cabrières-d'Avignon          | Domaine de la Bastidonne |
| Cairanne                     | Domaine Brusset |
| Camaret-sur-Aigues           | Domaine Durieu |
| Caromb                       | Cave Saint-Marc, Clos des Patris, Domaine Chaumard, Domaine de Cressenton, Domaine Lou Magnan, Domaine Morand, Domaine Peyroux |
| Carpentras                   | Cave de Serres, Domaine Aymard, Domaine de Marotte, Domaine des Campagnoles, Domaine le Mas des Oiseaux, Domaine les Hauts de Bacchus, Domaine Troussel, La Font doù Téule |
| Caseneuve                    | Domaine Alloïs |
| Châteauneuf-de-Gadagne       | Terres d'Avignon |
| Châteauneuf-du-Pape          | Domaine Juliette Avril, Famille Quiot, Domaine du Vieux Lazaret |
| Courthézon                   | Domaine de Val-Frais |
| Crestet                      | Domaine du Chêne bleu |
| Crillon-le-Brave             | Domaine de Belle-Vue, Domaine de la Condamine |
| Entrechaux                   | Domaine de Champ-Long, Domaine Talès, Mas des Flauzières, Mas Oncle Ernest |
| Flassan                      | Domaine Grange de Louiset, La Ferme Saint Pierre |
| Gargas                       | Vignobles Aureto |
| Gigondas                     | Domaine de Font-Sane, Les Vignobles de Saint-André, Les Celliers Amadieu |
| Gordes                       | Domaine de la Chapelle Saint-Heyries, Domaine Lucien Pélisson, Domaine Patrick Pélisson, Mas de la Font |
| Goult                        | Cave de Lumières, Château Edem, Domaine de la Verrière |
| Joucas                       | Domaine de l'Auvières |
| L'Isle-sur-la-Sorgue         | Domaine de la Gasqui |
| Lafare                       | Domaine de Cassan, La Martinelle |
| Le Barroux                   | Domaine de Champaga, Domaine des Usclades, Domaine Saint-Jean-du-Barroux, Via Caritatis (Abbaye du Barroux) |
| Loriol-du-Comtat             | Château de Talaud |
| Malemort-du-Comtat           | Château Unang, Domaine Flandrin, Les Fruits du Jas |
| Maubec                       | Cave du Luberon |
| Mazan                        | Cave Canteperdrix, Château La Croix des Pins, Château Tour des Genêts, Domaine de Fondrèche, Domaine du Bon Remède, Domaine du Grand Jacquet, Domaine L'Estagnol, Domaine Les Deux Saint-Pierre, Domaine Les Terrasses d'Éole, Domaine Terres de Solence, Le Berceau des Ambres, Le Repaire du Géant |
| Ménerbes                     | Domaine des Cancélades |
| Mormoiron                    | Domaine Blouvac, Château Pesquié, Domaine de Bérane, Domaine de la Massane, Domaine de la Peyronnière, Domaine des Anges, Domaine des Cambades, Domaine du Tix, Domaine le Brillas, Domaine Les Hautes Briguières, le Murmurium                                                                      |
| Murs                         | Domaine la Tuilière |
| Oppède                       | Domaine de la Royère |
| Orange                       | Domaines Perrin et Fils |
| Pernes-les-Fontaines         | Domaine Cartoux, Domaine de la Camarette, Domaine de Landra, Domaine des Costes et Fonblanque |
| Puyméras                     | Cave La Comtadine |
| Robion                       | Domaine des Peyre |
| Roussillon                   | Château Blanc, Domaine de Chantegrillet, Domaine de Tara, Domaine du Coulet Rouge, Domaine Girod, Domaine Lobreau |
| Sablet                       | Domaine de Boissan |
| Saint-Didier                 | La Courtoise |
| Saint-Hippolyte-le-Graveyron | Domaine De Rooy |
| Saint-Pierre-de-Vassols      | Château Valcombe, Domaine du Casal |
| Saint-Saturnin-lès-Apt       | Domaine de la Moucane, Domaine de Séoule, Domaine Hugues, Vignoble Athanor |
| Sarrians                     | Domaine de la Brunely |
| Saumane-de-Vaucluse          | Domaine de la Crillone, Domaine des Pierres Blanches |
| Séguret                      | Les Vignerons de Roaix-Séguret |
| Suzette                      | Château Redortier, Domaine Chiniard, Domaine de la Ferme St Martin, Domaine des Garances, Domaine Michel Ravardel |
| La Tour-d'Aigues             | Cellier de Marrenon |
| Vacqueyras                   | Domaine Font Sarade, Domaine le Colombier, Le Vieux Clocher, Vignobles Richard Gontier |
| Vaison-la-Romaine            | Cave La Romaine, Domaine de la Montagne d'Or, Domaine des Roches Fortes, Domaine Barbanot |
| Villars                      | Mas du Fadan, Château Saint-Pons |
| Villes-sur-Auzon             | Cave Terra-Ventoux, Vindemio |
| Violès                       | Caves Lavau |

Un négociant extérieur au vignoble, la firme Guigal, dont les établissements sont situés à Ampuis, met en bouteilles et commercialise cette AOC sous sa marque.